# 1928
1928 (MCMXXVIII) byl rok, který dle gregoriánského kalendáře započal nedělí.

## Události

### Československo
- 25. února – Založení celosvětově nejstaršího sdružení vlastníků amerických motocyklů Harley-Davidson – Harley-Davidson Club Praha.
- 26. května – Otevření nově vybudovaného Brněnského výstaviště.
- 10. září – Při srážce nákladního vlaku a rychlíku ve stanici Zaječí zemřelo 22 osob, dalších 50 bylo zraněno.
- 1. prosince – Spojením Moravy a země Slezské vzniká v Československu země Moravskoslezská. Současně města Frýdek, Jihlava, Kroměříž, Uherské Hradiště a Znojmo přestala být podle vládního nařízení č. 174/1928 Sb. z. a n. statutárními městy.

### Svět
- 11. února – Byly zahájeny zimní olympijské hry ve švýcarském Svatém Mořici, které skončily 19. února.
- 25. května – Vzducholoď Italia ztroskotala při návratu ze severního pólu.
- 28. července – Byly zahájeny letní olympijské hry v nizozemském Amsterdamu, které skončily 12. srpna.
- 18. září – První let vzducholodi LZ 127 Graf Zeppelin
- Mustafa Kemal Atatürk zahájil velkou reformu turečtiny.
- 2. října – Sv. Josemaría Escrivá de Balaguer založil Opus Dei.

## Vědy a umění
- 2. listopad – Symfonie č.1 Op.10 Dmitrije Šostakoviče má premiéru ve Philadelphii pod taktovkou Leopolda Stokowského
- 22. listopadu – Premiéra baletu Bolero Maurice Ravela v pařížské opeře.
- Bairdův úspěšný televizní přenos z Velké Británie do USA na vlně 45 m.
- Zaveden název Universal Time.
- Paul Dirac předpověděl existenci pozitronu.
- V Revui Devětsilu (č. 9) vydán Manifest poetismu.
- Objeveno semitské město Ugarit.
- Skotský lékař Alexander Fleming objevil penicilin.
- Walt Disney vymýšlí legendárního Myšáka Mickeyho.
- První pravidelné televizní vysílání v USA.

## Nobelova cena
- Nobelova cena za fyziku – Owen Willans Richardson za experimentální práce v oblasti termoemise elektronů
- Nobelova cena za fyziologii a lékařství – Charles Nicolle za výzkum skvrnitého tyfu
- Nobelova cena za chemii – Adolf Otto Reinhold Windaus za výzkum struktury sterolů a jejich vztahu k vitamínům
- Nobelova cena za literaturu – Sigrid Undset (Norsko)
- Nobelova cena za mír – nebyla udělena

## Narození

### Česko

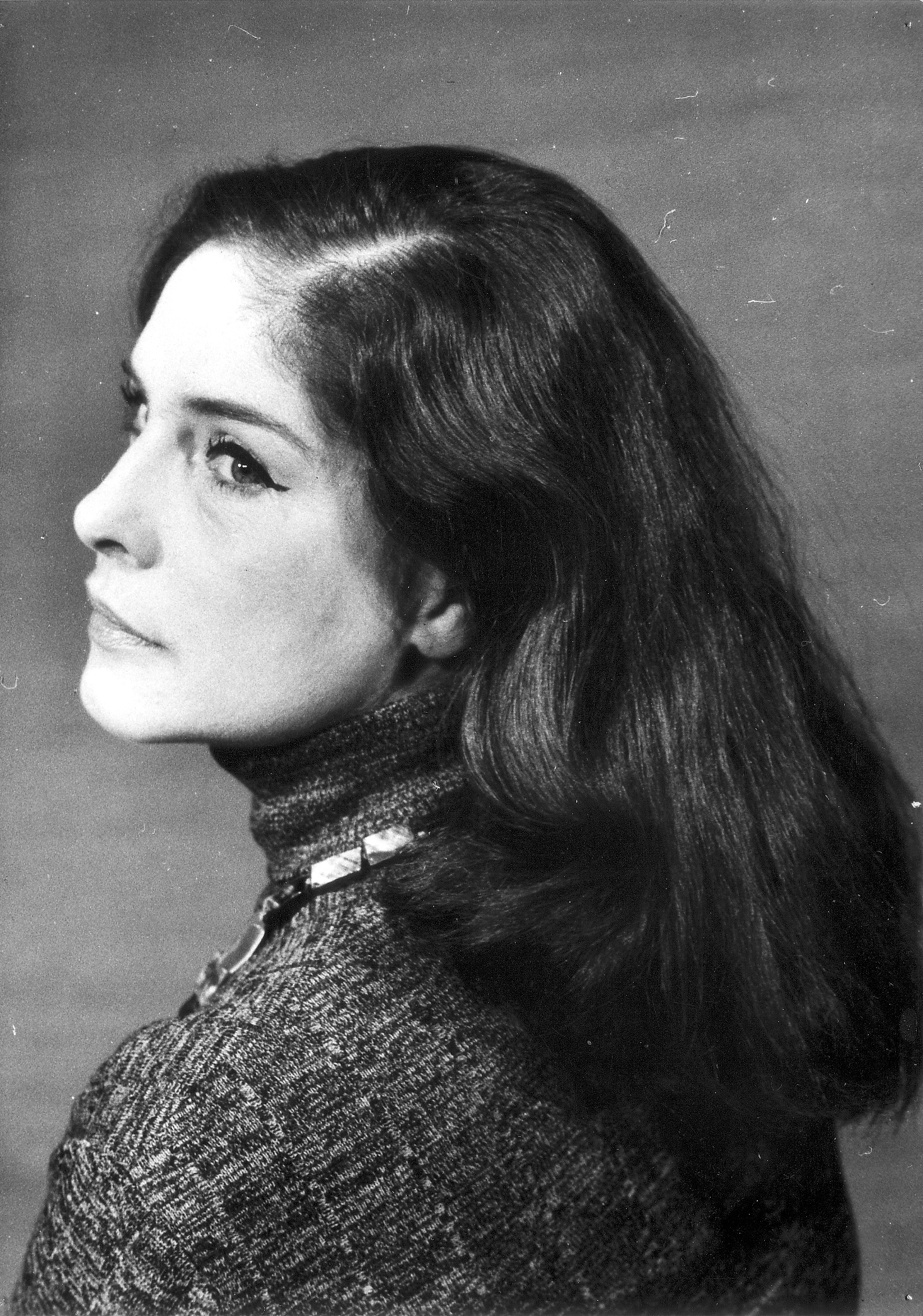
Vlasta Fialová (* 20. ledna)

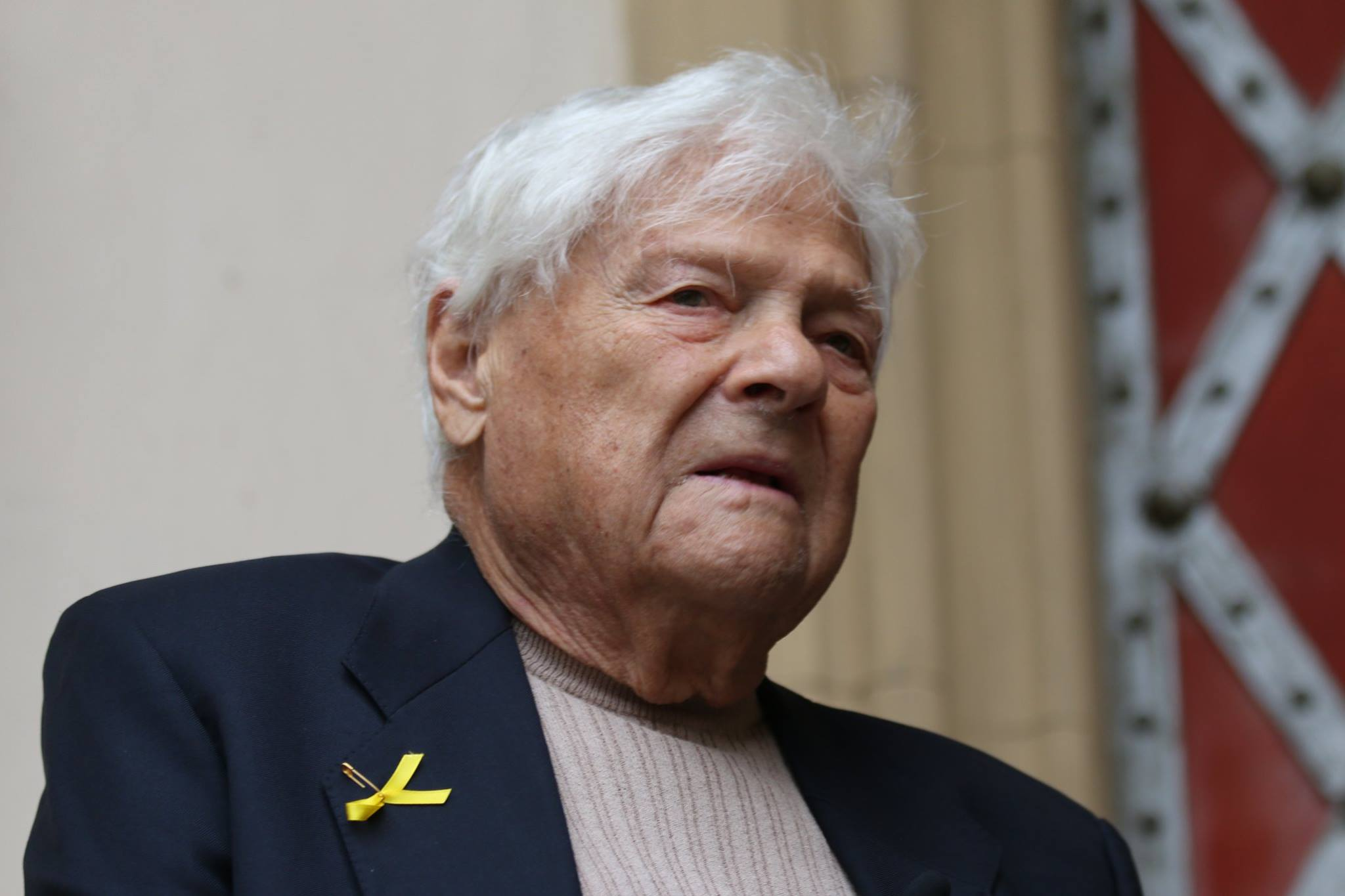
Jiří Brady (* 9. února)

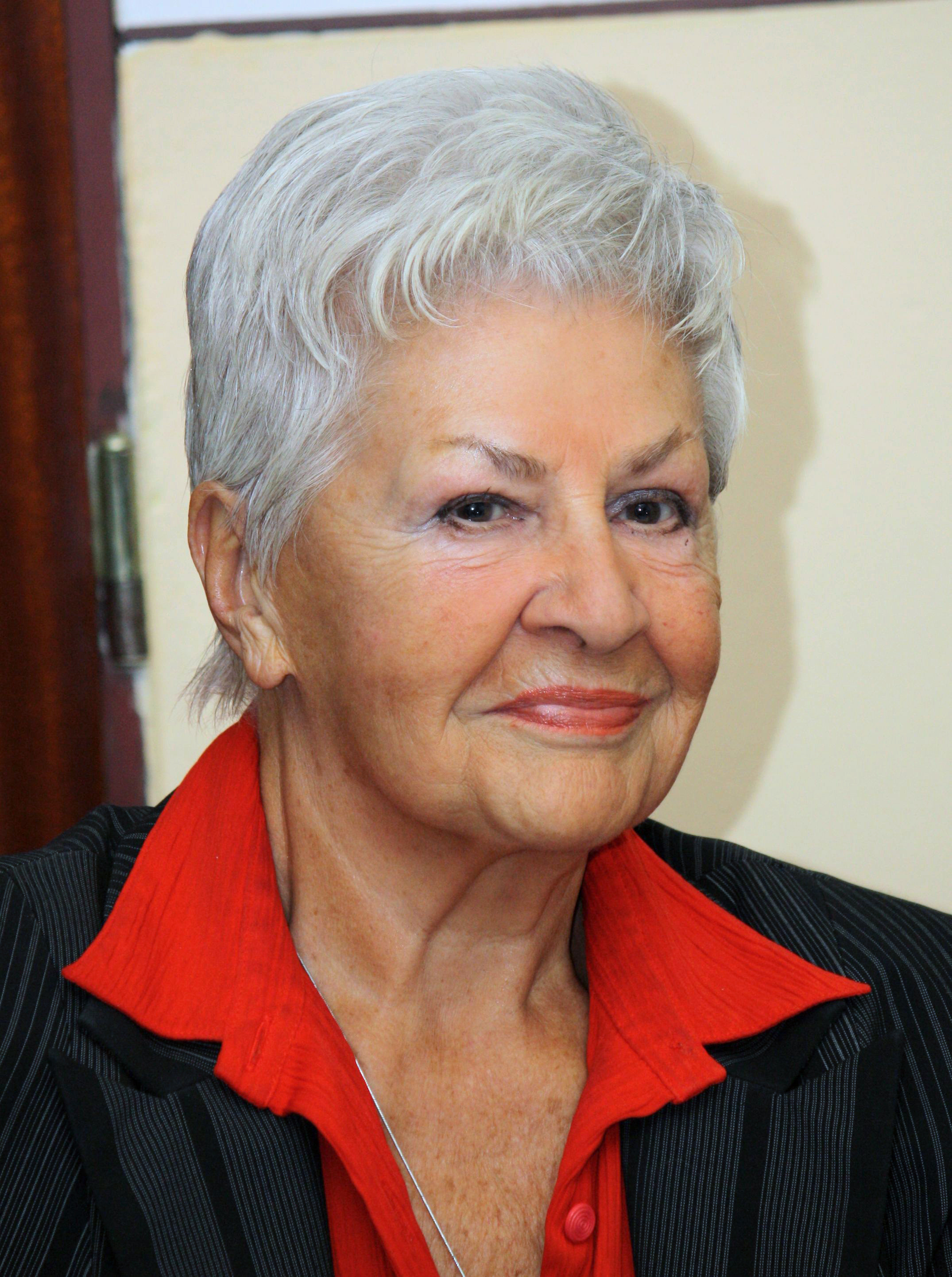
Kamila Moučková (* 8. dubna)

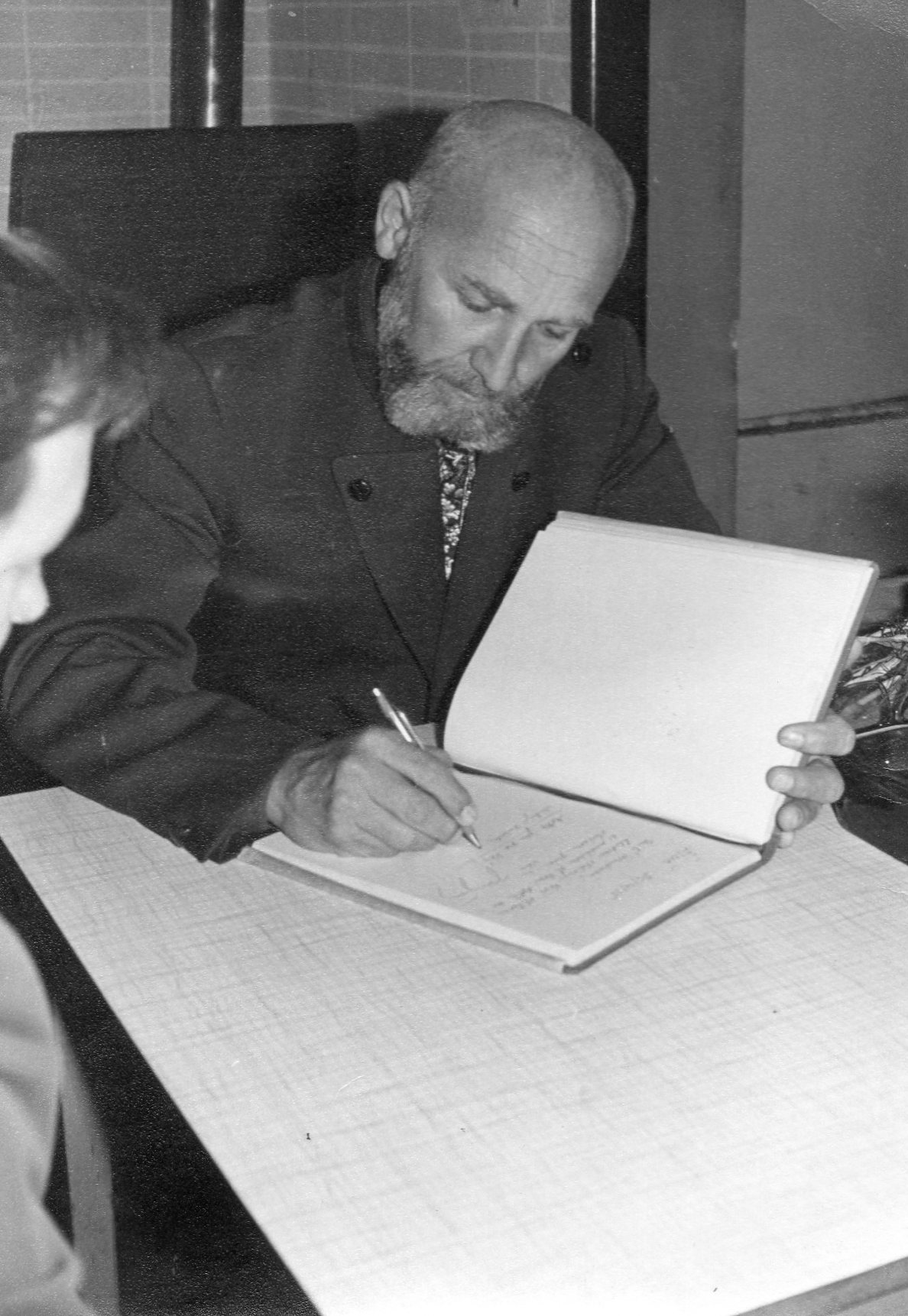
Josef Vágner (* 26. května)

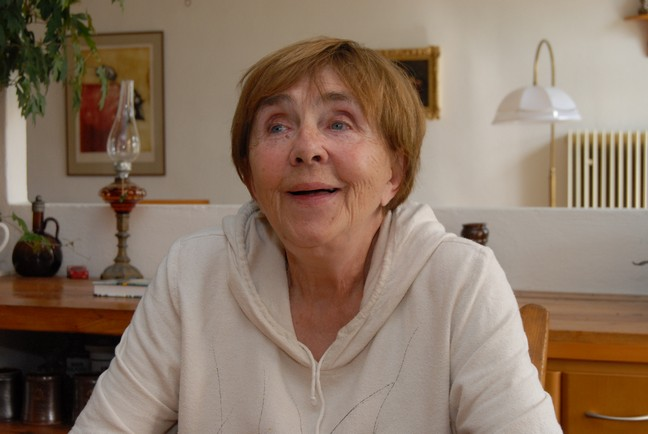
Hermína Franková (* 6. července)

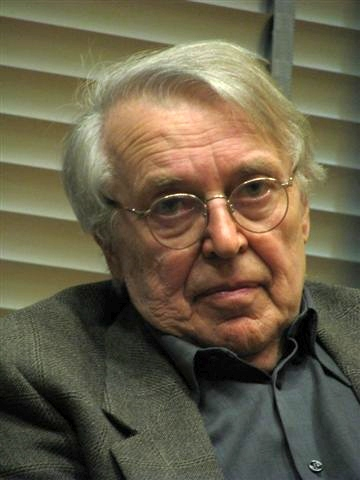
Pavel Kohout (* 20. července)

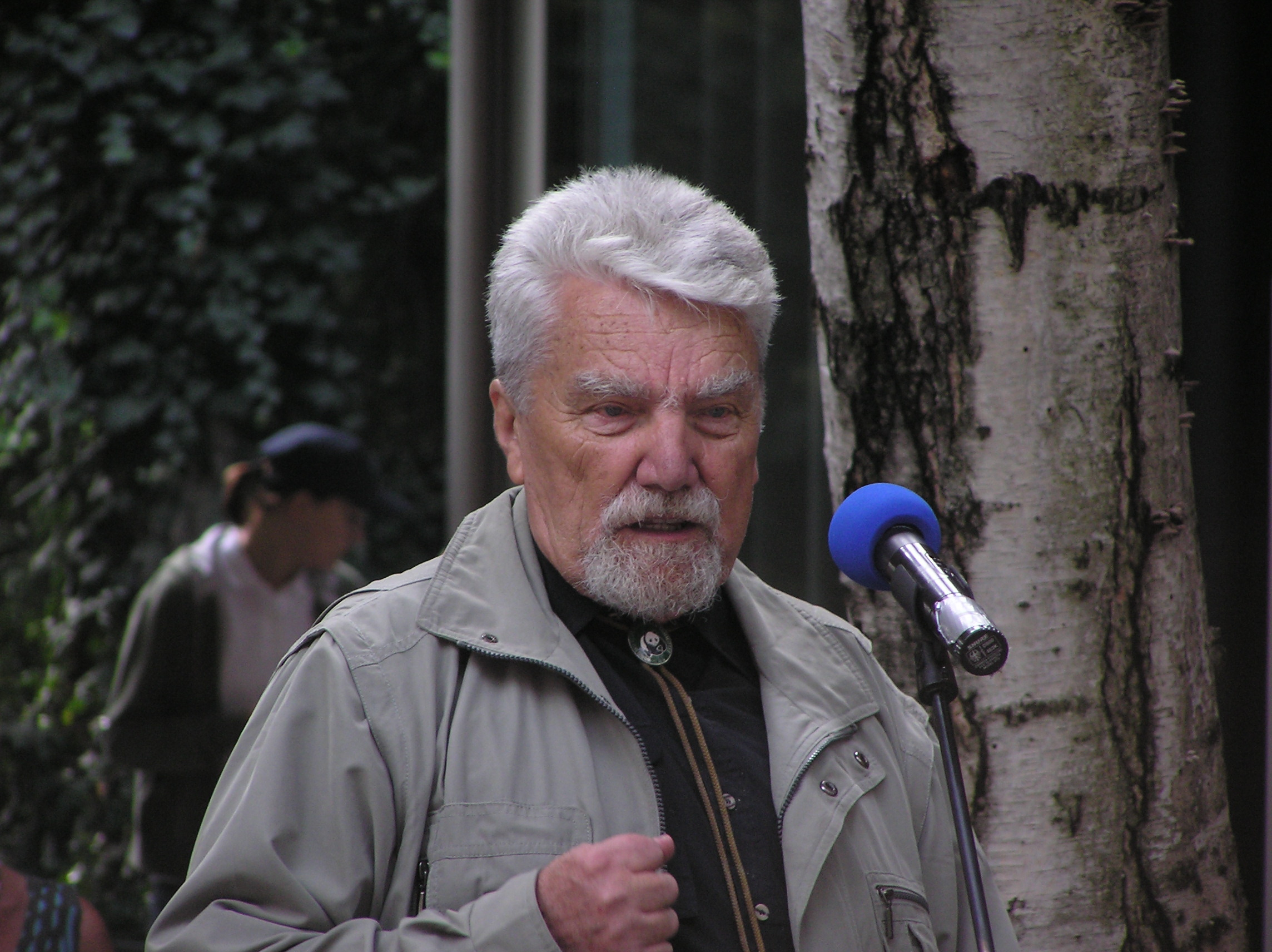
Zdeněk Veselovský (* 26. srpna)

- 12. ledna – Zdeněk Procházka, československý fotbalový reprezentant († 24. září 2016)
- 15. ledna – Zdeněk Buchvaldek, herec, režisér a politik († 3. srpna 1987)
- 17. ledna – Věra Nováková, malířka, ilustrátorka a sochařka († 30. března 2024)
- 20. ledna – Vlasta Fialová, herečka († 13. ledna 1998)
- 31. ledna – Otakar Brůna, publicista, dramaturg a spisovatel († 17. října 2012)
- 01. února – Petr Ginz, dětský malíř z Terezínského ghetta († 28. září 1944)
- 04. února – Jiří Císler, herec, režisér, spisovatel a hudebník († 17. dubna 2004)
- 06. února – Vladimír Lébl, muzikolog, divadelní a hudební publicista († 8. června 1987)
- 09. února – Jiří Brady, kanadský podnikatel, pamětník holokaustu († 12. ledna 2019)
- 11. února – Karel Šprunk, katolický filozof, spisovatel a překladatel († 3. července 2024)
- 15. února – Stanislav Balík, právní historik († 11. dubna 2015)
- 20. února
  - Jiří Cejpek, informační vědec a knihovník († 26. prosince 2005)
  - Jiří Musil, sociolog († 16. září 2012)
  - Zora Wolfová, překladatelka († 29. listopadu 2012)
- 21. února – Jaroslav Malák, malíř a ilustrátor († 17. srpna 2012)
- 25. února
  - Otakar Čemus, grafik, malíř a ilustrátor († 11. prosince 2021)
  - Václav Rusek, farmaceutický odborník a historik († 30. ledna 2016)
- 26. února – Vlastimil Hajšman, československý hokejový reprezentant († 3. března 1978)
- 27. února – Jaroslav Šerých, malíř, grafik a ilustrátor († 23. března 2014)
- 01. března
  - Jan Fojtík, komunistický novinář a politik († 8. září 2024)
  - Václav Snítil, houslista († 19. července 2015)
- 02. března – Karel Pichlík, historik († 16. dubna 2001)
- 03. března – Ladislav Pachta, matematik († 6. ledna 2015)
- 07. března – Štěpán Koníček, skladatel, dirigent a hudební dramaturg († 26. května 2006)
- 11. března
  - Ivo Hána, klinický imunolog a alergolog († 4. prosince 2017)
  - Jiřina Prokšová, herečka († 12. ledna 2014)
- 13. března – Olga Hejná, sochařka, ilustrátorka a spisovatelka († 24. května 2017)
- 19. března – Josef Karlík, herec a divadelní pedagog († 30. října 2009)
- 22. března – František Pojdl, televizní režisér († 18. srpna 2015)
- 23. března – Zdeněk Masařík, germanista († 19. října 2016)
- 25. března
  - Karel Hyliš, sochař, medailér, keramik
  - Zdeněk Košler, dirigent († 2. července 1995)
  - Marie Šechtlová, fotografka († 5. července 2008)
- 26. březen – Dagmar Hilarová, spisovatelka († 1. červenec 1996)
- 27. března – Antonín Tučapský, hudební skladatel, dirigent a pedagog († 9. září 2014)
- 31. března – Milán Václavík, ministr národní obrany ČSSR († 2. ledna 2007)
- 02. dubna – Pavel Krbálek, sochař, šperkař a malíř († 29. srpna 2015)
- 05. dubna – Jiří Heřt, profesor anatomie a předseda českého klubu skeptiků Sisyfos († 9. srpna 2014)
- 07. dubna
  - Miroslav Lamač, výtvarný kritik a historik umění († 7. ledna 1992)
  - Ivan Foustka, spisovatel († 2. února 1994)
  - Erich Einhorn, fotograf a publicista († 16. května 2006)
- 08. dubna – Kamila Moučková, televizní a rozhlasová hlasatelka a moderátorka († 24. listopadu 2020)
- 09. dubna – Richard Fremund, malíř, grafik a scénický výtvarník († 21. května 1969)
- 10. dubna – Ota Hofman, spisovatel a scenárista († 17. května 1989)
- 13. dubna – Jiří Bruder, herec († 31. května 2014)
- 14. dubna – Radan Květ, geograf a geolog († 10. května 2023)
- 15. dubna – Věra Jordánová, herečka a televizní režisérka († 13. listopadu 2022)
- 16. dubna – Václav Junek, trumpetista a pedagog († 29. ledna 1976)
- 18. dubna – Radoslav Večerka, jazykovědec († 15. prosince 2017)
- 24. dubna – Gustav Křivinka, hudební skladatel († 17. února 1990)
- 25. dubna – Olga Skálová, tanečnice, choreografka a pedagožka
- 28. dubna – Antonín Kašpar, ministr spravedlnosti České soc. rep. († 2021)
- 01. května – Karel Franta, malíř a ilustrátor († 19. července 2017)
- 04. května – Miloslav Kopecký, astronom († 4. listopadu 2006)
- 16. května – Ludvík Armbruster, katolický kněz, filozof a pedagog († 18. prosince 2021)
- 18. května
  - Josef Čermák, literární historik, editor a překladatel († 14. ledna 2020)
  - Zdenka Deitchová, výtvarnice animovaného filmu
  - Julie Hrušková, převaděčka a politická vězeňkyně († 27. února 2017)
- 19. května – Zdeněk Najman, herec († 5. srpna 1974)
- 22. května – Radoslav Sís, československý basketbalista a trenér († 26. října 1989)
- 25. května – Jiřina Švorcová, herečka komunistická politička († 8. srpna 2011)
- 26. května – Josef Vágner, přírodovědec, cestovatel, lovec a spisovatel († 6. května 2000)
- 28. května
  - Milan Adam, revmatolog a odborník v oboru biochemie pojivových tkání († 22. září 2008)
  - Josef Hrejsemnou, architekt († 2010)
- 30. května – Radomír Čihák, anatom († 9. června 2016)
- 01. června – Anna Fárová, historička a teoretička fotografie († 27. února 2010)
- 02. června – Milan Havlín, kanadský zahradní architekt českého původu († 12. května 2007)
- 04. června – Milan Škampa, violista a pedagog († 14. dubna 2018)
- 06. června – Vítězslav Eibl, keramik, sochař a pedagog († 23. dubna 2009)
- 07. června
  - Vlastimil Hašek, herec († 12. dubna 1992)
  - Jan Havránek, historik († 1. září 2003)
- 08. června – Pavel Hanuš, spisovatel, dramatik, scenárista († 8. února 1991)
- 09. června
  - Daniel Reynek, tiskař a umělecký fotograf († 23. září 2014)
  - Svatava Hubeňáková, herečka († 23. prosince 2024)
  - Milan Otáhal, historik († 9. října 2017)
- 11. června – Radomír Klein Jánský, profesor lingvistiky a srovnávacích společenských věd († 8. října 2008)
- 12. června
  - Karel Láznička, československý volejbalový reprezentant († 12. června 2010)
  - Jindřich Kovařík, malíř, ilustrátor, grafik a typograf († 8. srpna 2019)
- 14. června – Radslav Kinský, imunobiolog, zakladatel reprodukční imunologie († 12. října 2008)
- 16. června – Jana Janovská, herečka a pedagožka
- 17. června
  - Ferdinand Havlík, klarinetista, hudební aranžér, skladatel a kapelník († 28. října 2013)
  - Ivo Pondělíček, sexuolog, malíř a filmový teoretik († 20. prosince 2019)
- 18. června – Karel Mejta, vítěz olympijských her ve veslování 1952 († 6. listopadu 2015)
- 20. června – Miloš Vacek, hudební skladatel, dirigent, varhaník a sbormistr († 29. února 2012)
- 25. června – Václav Kural, historik († 25. června 2011)
- 26. června – Timoteus Pokora, sinolog († 11. července 1985)
- 30. června – Bedřich Blažek, kněz, varhaník, dirigent a hudební skladatel († 3. ledna 2017)
- 01. července – Břetislav Staš, seismolog a geofyzik († 8. prosince 2022)
- 04. července
  - Věra Gissingová, česko-britská spisovatelka a překladatelka († 14. března 2022)
  - Zdeněk Přikryl, sochař († 2. dubna 2020)
- 05. července – Josef Macur, děkan Právnické fakulty Masarykovy univerzity v Brně († 15. března 2002)
- 06. července
  - Hermína Franková, spisovatelka, autorka filmových scénářů († 7. června 2024)
  - Jan Truhlář, hudební skladatel, kytarista a pedagog († 8. února 2007)
- 10. července
  - Karel Šiktanc, básník († 26. prosince 2021)
  - František Stavinoha, spisovatel a scenárista, kladenský horník († 8. dubna 2006)
- 17. července – Heda Čechová, rozhlasová a televizní hlasatelka († 23. dubna 2020)
- 20. července – Pavel Kohout, spisovatel
- 25. července – Jan Chloupek, bohemista († 7. října 2003)
- 28. července
  - Květa Pacovská, malířka, sochařka, ilustrátorka, grafička, typografka († 6. února 2023)
  - Ludvík Středa, spisovatel, básník, novinář († 15. října 2006)
- 01. srpna – Ladislav Šupka, ministr pro techn. a invest. rozvoj ČSSR
- 08. srpna – Lubor Bárta, hudební skladatel a klavírista († 5. listopadu 1972)
- 10. srpna
  - Věra Růžičková, sportovní gymnastka, olympionička († 24. listopadu 2018)
  - Vladimír Komárek, malíř, grafik, ilustrátor a pedagog († 24. srpna 2002)
- 11. srpna – Sláva Volný, redaktor Svobodné Evropy († 29. ledna 1987)
- 12. srpna – Jiří Zahradník, entomolog, fotograf a hudebník († 27. ledna 2020)
- 13. srpna – Bohuslav Sedláček, hudební skladatel († 25. května 2013)
- 14. srpna – Jana Krejcarová, básnířka a prozaička († 5. ledna 1981)
- 15. srpna – Miloslav Charouzd, československý hokejový reprezentant († 25. června 2001)
- 21. srpna – Zdeněk Lukáš, hudební skladatel († 13. července 2007)
- 25. srpna – Miloslav Štibich, herec († 22. června 1992)
- 26. srpna
  - Věra Štinglová, kameramanka
  - Zdeněk Veselovský, zoolog († 24. listopadu 2006)
- 28. srpna
  - Karel Kaplan, historik († 12. března 2023)
  - Václav Krejčí, architekt
- 29. srpna – Mojmír Balling, hudební skladatel († 5. prosince 1999)
- 02. září – Miloslav Ištvan, hudební skladatel a klavírista († 20. ledna 1990)
- 07. září – Irena Sedlecká, sochařka († 4. srpna 2020)
- 13. září – Luboš Sluka, hudební skladatel
- 20. září – Oleg Reif, herec († 24. října 2011)
- 21. září – Mojmír Heger, herec († 25. října 2021)
- 22. září – Eva Vančurová, psycholožka a basketbalová reprezentantka
- 25. září – Jiří Špét, historik, muzeolog a pedagog  († 29. květen 2012)
- 26. září – Břetislav Dolejší, československý fotbalový reprezentant († 28. října 2010)
- 27. září – Věra Machoninová, architektka
- 29. září – Martin Turnovský, dirigent († 19. května 2021)
- 05. října – Viliam Jakubčík, československý fotbalový reprezentant († 11. října 1998)
- 06. října – Pavel Blažka, biolog († 6. května 2016)
- 08. října
  - Radko Pytlík, literární historik († 31. ledna 2022)
  - Vít Holubec, sportovní komentátor († 8. června 2013)
- 10. října – Zdeněk Štich, politický vězeň komunistického režimu († 3. dubna 2013)
- 12. října – Antonín Mokrý, předseda Nejvyššího soudu České republiky
- 17. října
  - Milena Rychnovská, ekoložka
  - Jaroslav Frydrych, moravský akademický malíř († 13. srpna 1982)
- 18. října – Zbyněk Zeman, britský historik českého původu († 22. června 2011)
- 20. října – Rudolf Zahradník, fyzikální chemik, předseda Akademie věd ČR († 31. října 2020)
- 22. října
  - Sláva Kunst, hudebník († 4. listopadu 1991)
  - Radovan Kuchař, československý horolezec († 30. dubna 2012)
- 23. října
  - Leopold Lér, ministr financí České soc. rep. († 20. dubna 2013)
  - Jan Kratochvíl, básník († 23. srpna 2017)
- 25. října
  - Anna Hyndráková, historička († 20. února 2022)
  - Bohumil Pastorek, herec a rozhlasový dramatik († 22. ledna 2010)
- 27. října
  - Milan Švankmajer, historik († 25. června 2003)
  - Miroslav Filip, šachový velmistr († 27. dubna 2009)
  - Vladimír Justl, literární historik a divadelní vědec († 18. června 2010)
- 31. října
  - Alois Veselý, sbormistr, dirigent, klarinetista, hudební skladatel a pedagog († 1. srpna 1996)
  - Karel Macek, chemik († 21. prosince 2011)
- 01. listopadu – Josef Hála, klavírista, cembalista a hudební pedagog († 15. listopadu 2019)
- 02. listopadu – Vladimír Kopecký, malíř († 2. března 2016)
- 03. listopadu – Ctibor Dostálek, neurofyziolog († 24. dubna 2011)
- 04. listopadu
  - Yvetta Simonová, zpěvačka
  - Jindřich Bernhard Thebes, 48. opat cisterciáckého kláštera v Oseku († 27. března 2010)
- 09. listopadu – Ilona Borská, spisovatelka a novinářka († 27. prosince 2007)
- 16. listopadu – Vladimír Boublík, katolický teolog († 25. září 1974)
- 17. listopadu – Helena Kružíková, herečka († 3. března 2021)
- 19. listopadu – Emila Medková, fotografka († 19. září 1985)
- 20. listopadu – Emil Skála, germanista († 17. srpna 2005)
- 21. listopadu – Augustin Bubník, hokejista, trenér a politik († 18. dubna 2017)
- 22. listopadu – Valentin Urfus, profesor právní historie († 17. srpna 2014)
- 27. listopadu – Luděk Forétek, herec († 9. února 1988)
- 02. prosince – Radoslav Kratina, sochař, grafik, průmyslový návrhář, fotograf, malíř a kurátor († 10. září 1999)
- 03. prosince – Jaroslav Doleček, amatérský filmař († 20. července 2017)
- 06. prosince
  - Karel Pecka, spisovatel, politický vězeň a disident († 13. března 1997)
  - Jiří Harcuba, sklářský výtvarník a medailér († 26. července 2013)
- 07. prosince – Zdeněk Mahler, spisovatel, publicista, historik a muzikolog († 17. března 2018)
- 08. prosince – Eva Tauchenová, herečka († 1. března 2008)
- 19. prosince – Bohumír Dejmek, bohemista a slavista († 25. listopadu 2003)
- 20. prosince – Stanislav Hachran, malíř
- 22. prosince – Augustin Navrátil, moravský katolický aktivista, rolník a disident († 2. května 2003)
- 28. prosince – Mlhoš Kafka, hudební skladatel a rozhlasový redaktor († 16. září 1993)
- 29. prosince – Zdeněk Remsa, skokan na lyžích († 22. června 2019)
- 31. prosince
  - Josef Václav Scheybal, malíř, grafik, ilustrátor, historik umění a etnograf († 28. září 2001)
  - Jaroslav Mezník, historik († 28. listopadu 2008)

### Svět

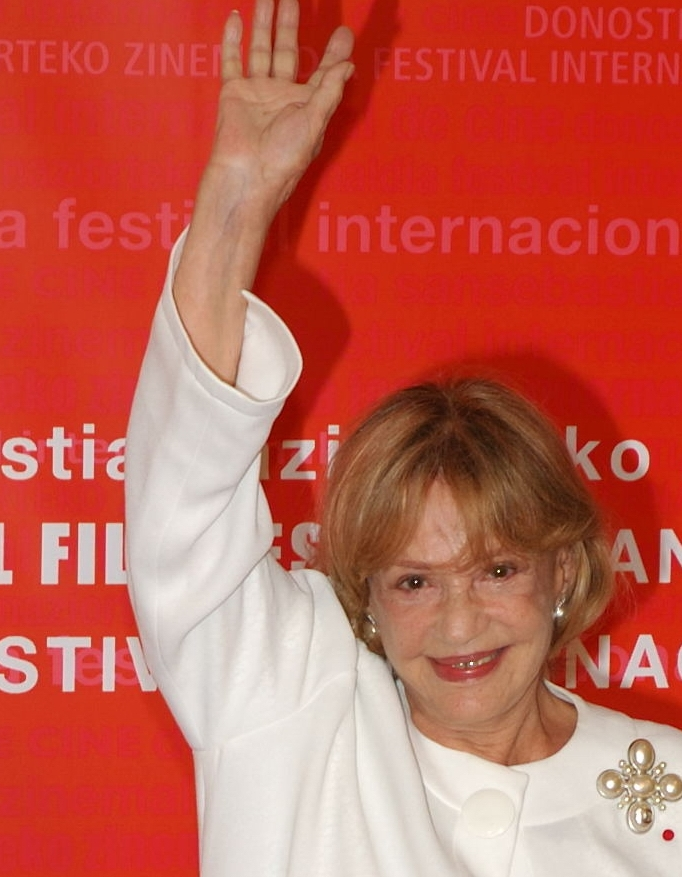
Jeanne Moreau (* 23. ledna)

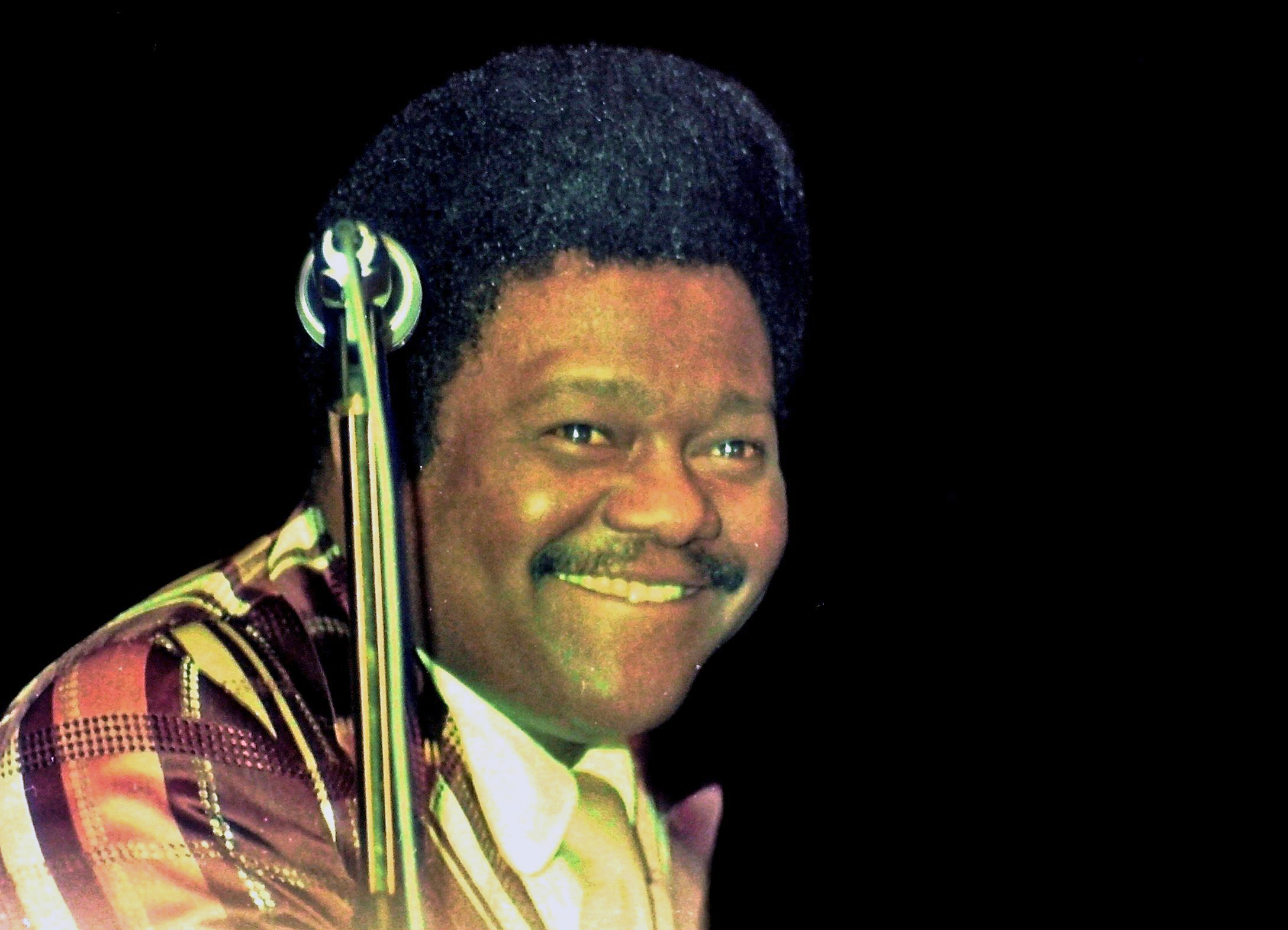
Fats Domino (* 26. února)

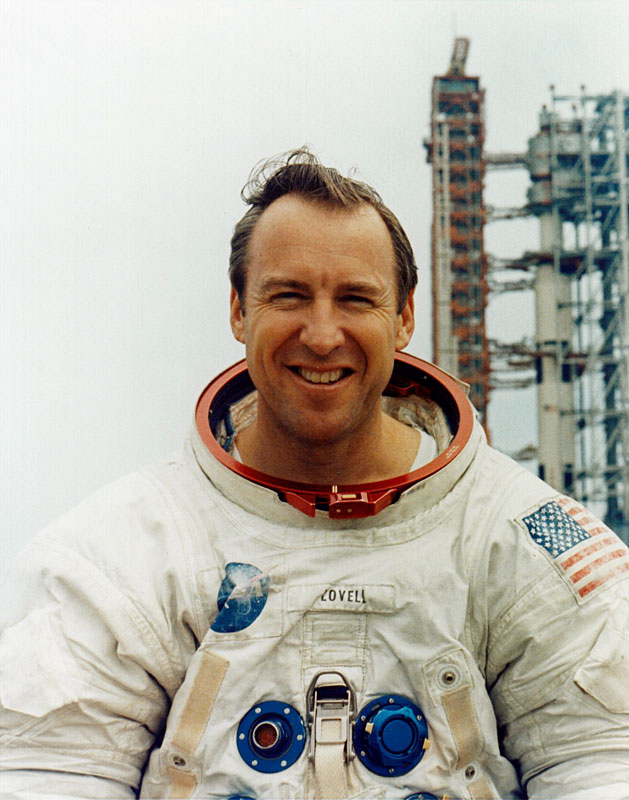
Jim Lovell (* 25. března)

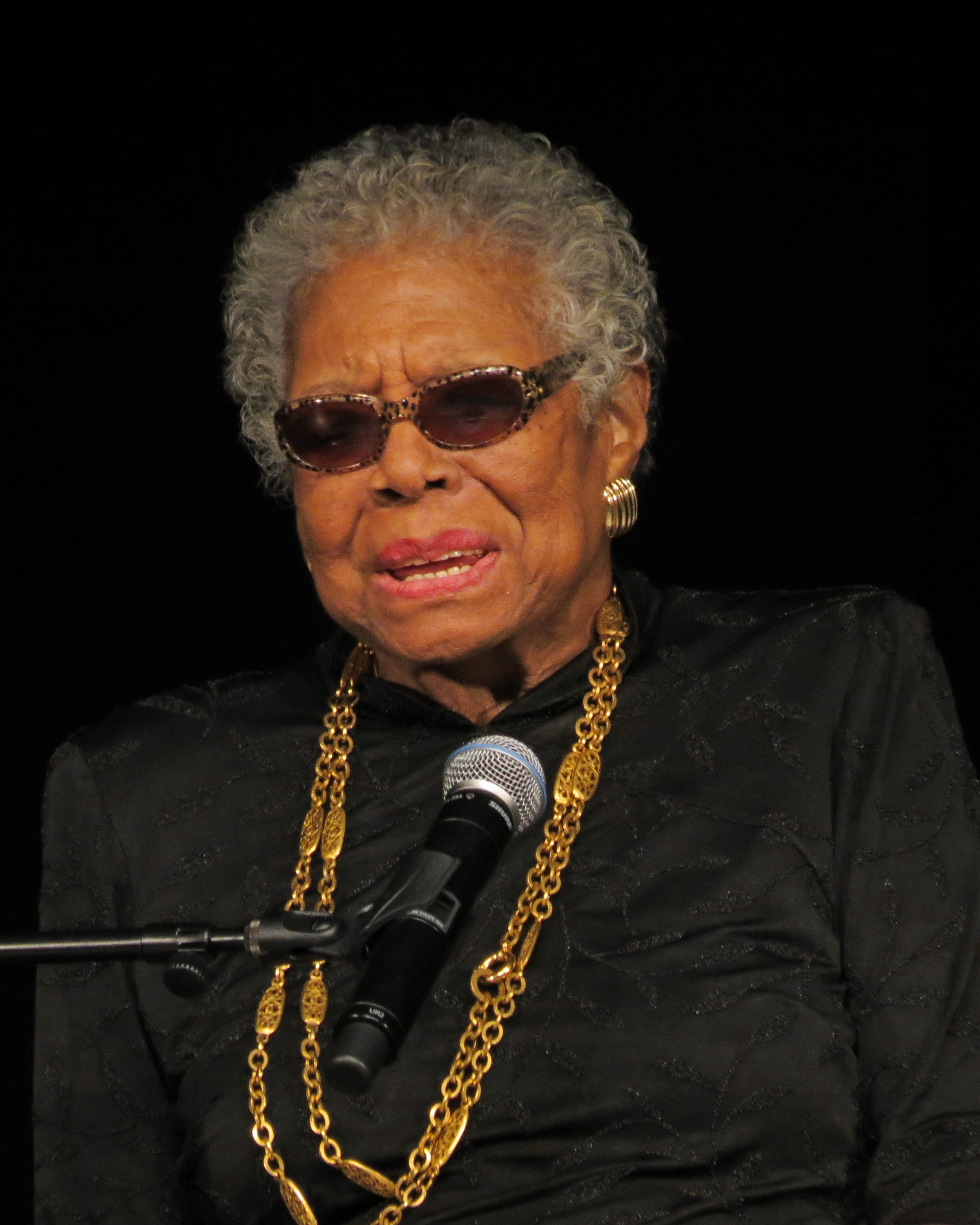
Maya Angelou (* 4. dubna)

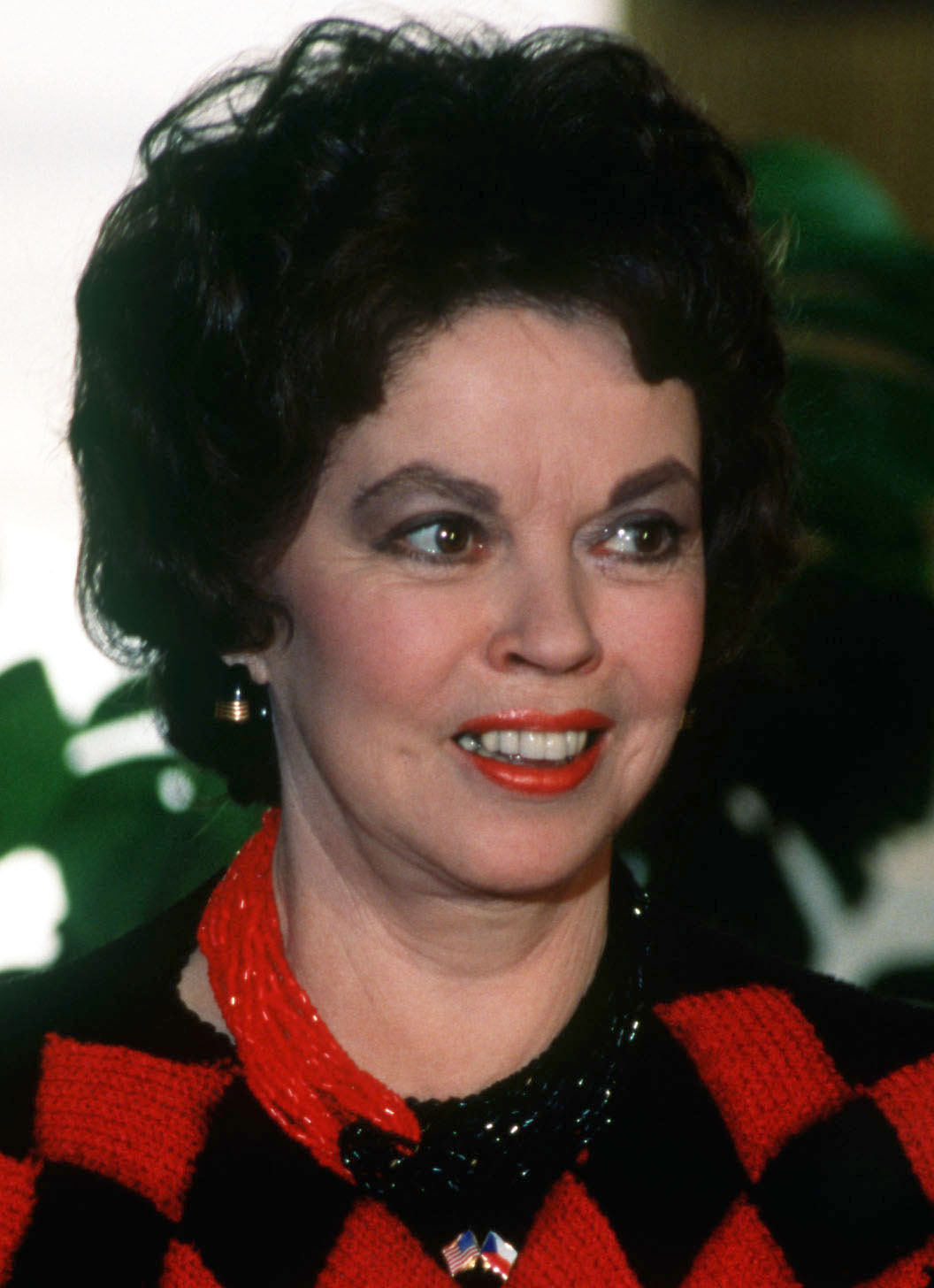
Shirley Temple-Blacková (* 23. dubna)

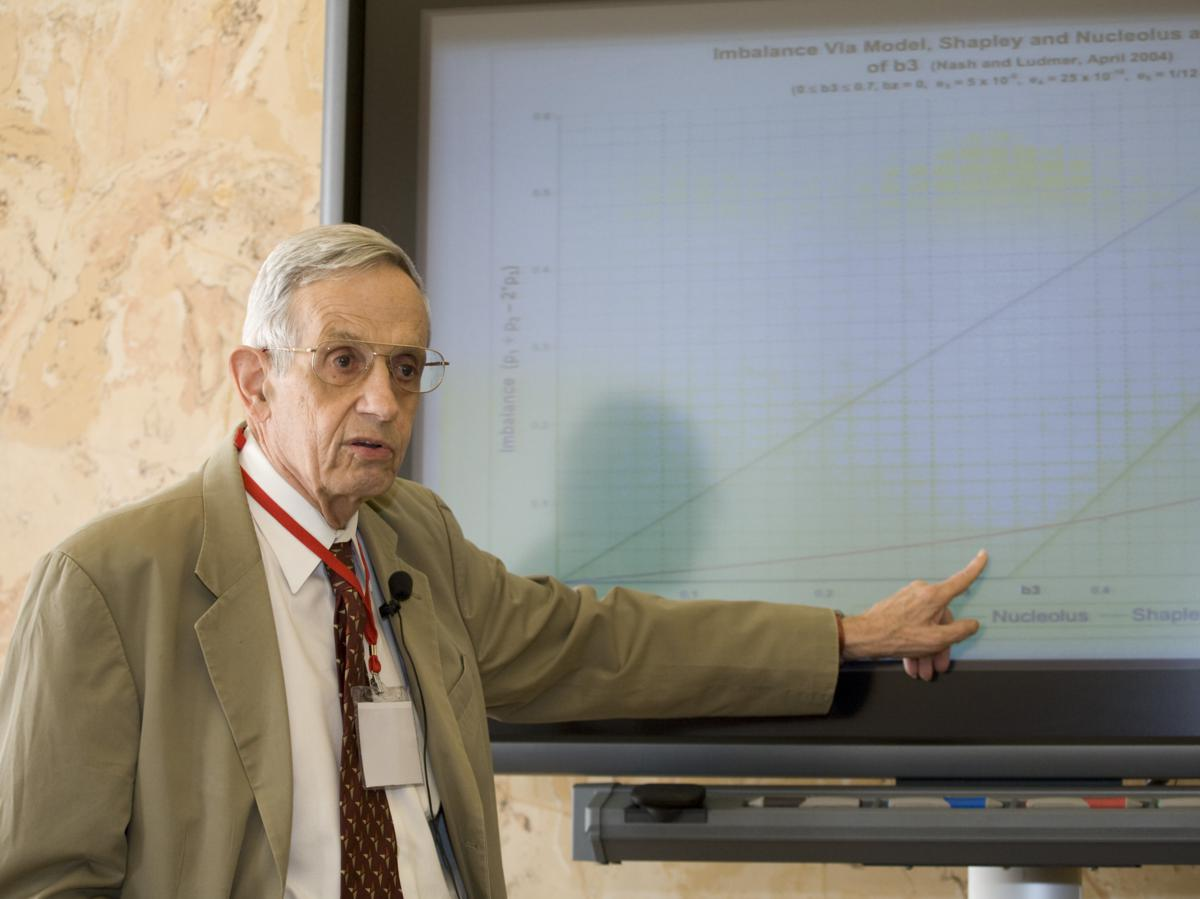
John Forbes Nash (* 13. června)

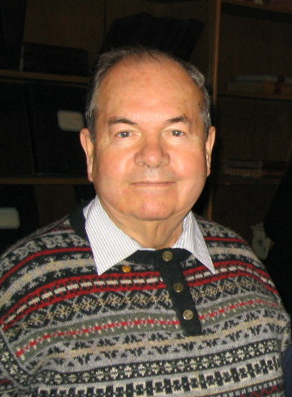
Alexej Abrikosov (* 25. června)

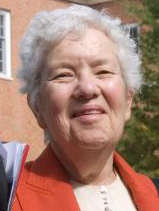
Vera Rubin (* 23. července)

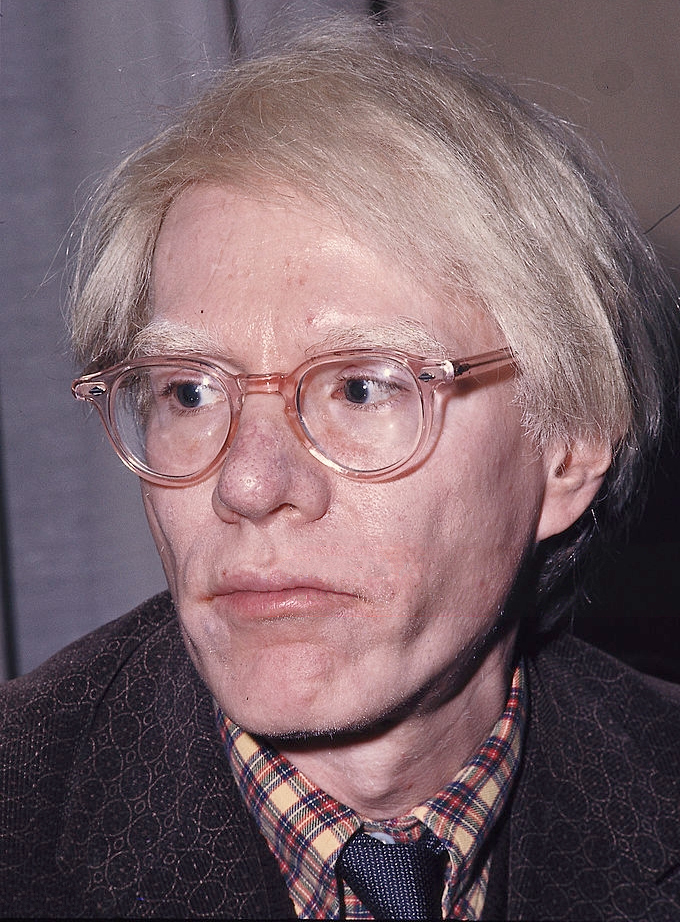
Andy Warhol (* 6. srpna)

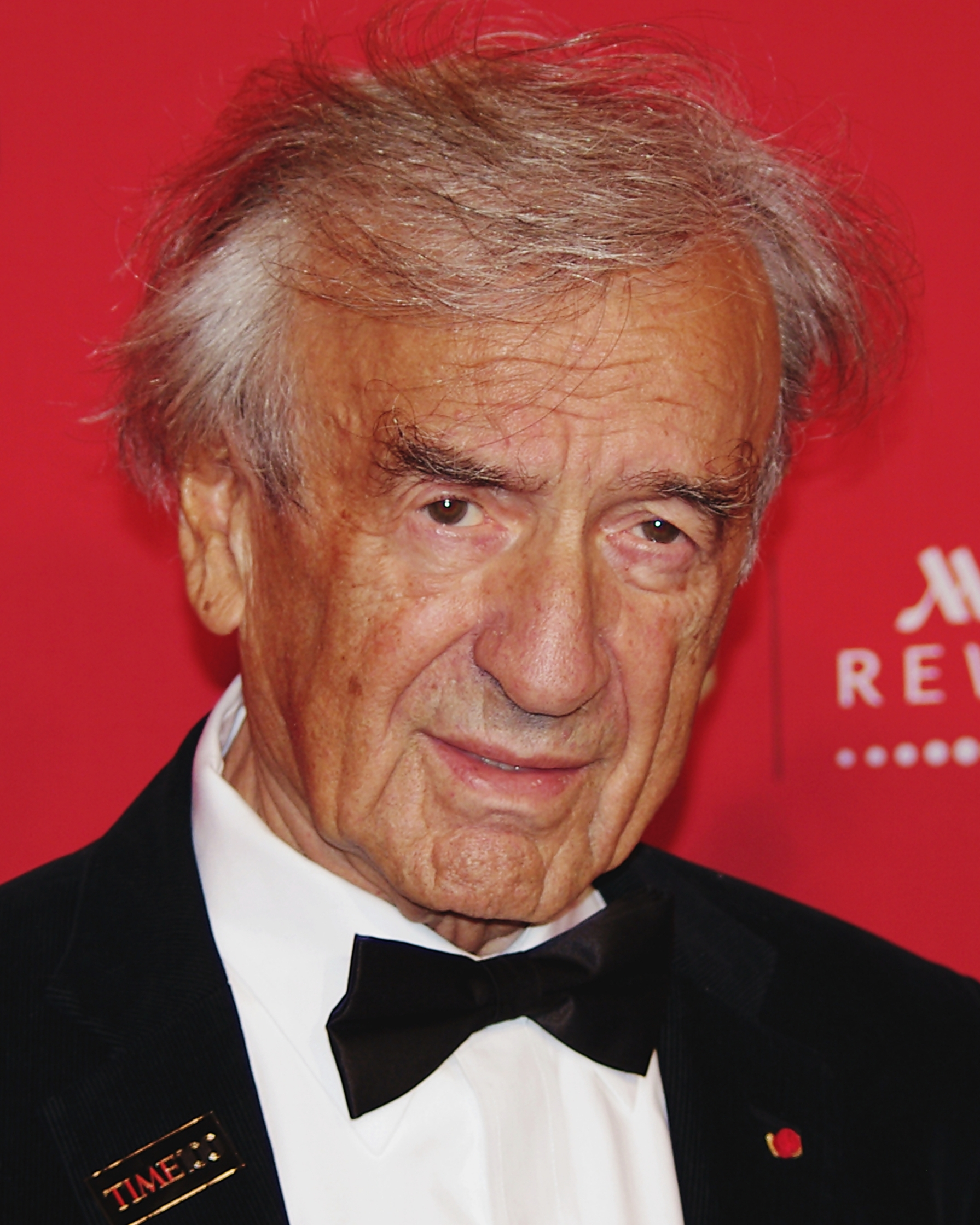
Elie Wiesel (* 30. září)

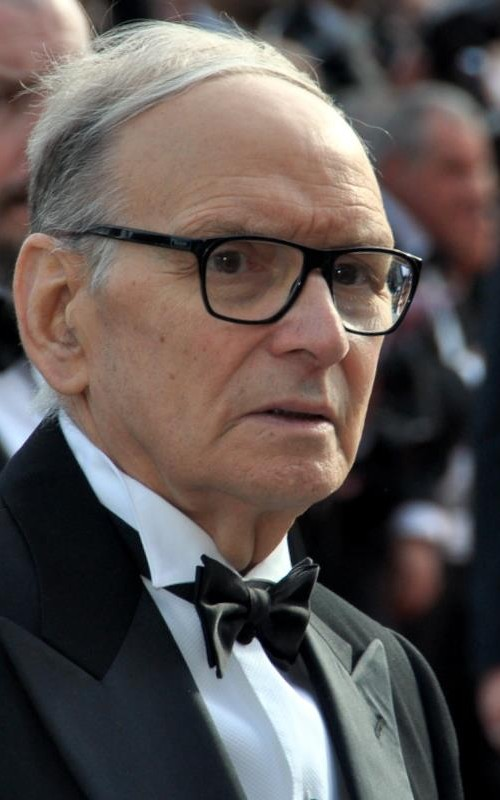
Ennio Morricone (* 10. listopadu)

- 1. ledna – Iain Crichton Smith, skotský básník a romanopisec († 15. října 1998)
- 2. ledna – Oskar Rabin, ruský malíř († 7. listopadu 2018)
- 5. ledna
  - Walter Mondale, americký státník († 19. dubna 2021)
  - Zulfikár Alí Bhutto, pákistánský prezident († 4. dubna 1979)
  - Sultán ibn Abd al-Azíz, saúdskoarabský korunní princ, první vicepremiér, ministr obrany († 22. října 2011)
- 8. ledna – Gabino Rey, španělský malíř († 2. května 2006)
- 9. ledna – Domenico Modugno, italský zpěvák, textař, herec († 6. srpna 1994)
- 10. ledna
  - Philip Levine, americký básník († 14. února 2015)
  - Gejza Šlapka, slovenský a československý politik Komunistické strany Slovenska († 17. ledna 2017)
- 11. ledna
  - Matej Lúčan, slovenský politik, dlouholetý místopředseda vlád ČSSR († 1. března 1996)
  - David L. Wolper, americký televizní producent († 10. srpna 2010)
- 12. leden – Ruth Brown, americká zpěvačka († 17. listopadu 2006)
- 14. ledna
  - Garry Winogrand, americký fotograf († 19. března 1984)
  - Joe Muranyi, americký jazzový klarinetista († 20. dubna 2012)
- 21. ledna
  - Reynaldo Bignone, argentinský diktátor († 7. března 2018)
  - János Kornai, maďarský reformní ekonom († 18. října 2021)
  - Gene Sharp, americký filozof a politolog († 28. ledna 2018)
- 23. ledna
  - Jeanne Moreau, francouzská herečka, režisérka a zpěvačka († 31. července 2017)
  - Jozef Kočiš, slovenský historik a archivář († 4. ledna 2013)
- 24. ledna
  - Desmond Morris, anglický zoolog a malíř
  - Michel Serrault, francouzský herec († 29. července 2007)
- 25. ledna – Eduard Ševardnadze, ministr zahraničních věcí SSSR a gruzínský prezident († 7. července 2014)
- 26. ledna – Roger Vadim, francouzský herec, scenárista, žurnalista, publicista, režisér a producent († 11. února 2000)
- 27. ledna – Hans Modrow, ministerský předseda NDR († 10. února 2023)
- 28. ledna – Eugenio Monti, italský bobista, olympionik († 1. prosince 2003)
- 31. ledna – Dušan Džamonja, makedonský sochař († 14. ledna 2009)
- 2. února – Ciriaco de Mita, italský premiér († 26. května 2022)
- 8. února
  - Ennio de Giorgi, italský matematik († 25. října 1996)
  - Vjačeslav Tichonov, ruský herec († 4. prosince 2009)
- 9. února
  - Frank Frazetta, americký malíř a ilustrátor († 10. května 2010)
  - Franz Crass, německý operní pěvec († 23. června 2012)
  - Herman Pieter de Boer, nizozemský spisovatel († 1. ledna 2014)
- 10. února – Howard Sachar, americký historik († 18. dubna 2018)
- 12. února – Ján Havlík, slovenský řeholník, politický vězeň († 27. prosince 1965)
- 18. února
  - Harold Land, americký jazzový tenorsaxofonista († 27. července 2001)
  - John Ostrom, americký paleontolog († 16. července 2005)
  - Leif Preus, norský fotograf († 5. května 2013)
  - Eduard Hájek, slovenský malíř, ilustrátor, grafik, typograf a sochař († 1. ledna 2016)
  - Eeva Kilpiová, finská prozaička a básnířka
- 20. února – Friedrich Wetter, německý kardinál
- 22. února – Paul Dooley, americký herec a komik
- 23. února – Vasilij Lazarev, sovětský lékař a kosmonaut († 31. prosince 1990)
- 26. února
  - Fats Domino, americký pianista a zpěvák († 24. října 2017)
  - Anatolij Filipčenko, ruský kosmonaut († 7. srpna 2022)
  - Ariel Šaron, izraelský premiér († 11. ledna 2014)
- 27. února – Alfred Hrdlicka, rakouský sochař († 5. prosince 2009)
- 28. února – Walter Tevis, americký povídkář a romanopisec († 8. srpna 1984)
- 29. února
  - Joss Ackland, britský herec († 19. listopadu 2023)
  - Seymour Papert, americký matematik a informatik († 31. července 2016)
  - Tempest Storm, americká striptérka († 21. dubna 2021)
- 1. března – Jacques Rivette, francouzský režisér († 29. ledna 2016)
- 3. března – Pierre Michelot, francouzský jazzový kontrabasista († 3. července 2005)
- 4. března – Alan Sillitoe, britský prozaik († 25. dubna 2010)
- 5. března – Joseph Hillis Miller, americký literární teoretik a historik († 7. února 2021)
- 8. března – Bill Lomas, anglický motocyklový závodník († 14. srpna 2007)
- 10. března
  - Elda Grin, arménská spisovatelka a psycholožka († 27. října 2016)
  - James Earl Ray, vrah Martina Luthera Kinga († 23. dubna 1998)
- 12. března – Edward Albee, americký dramatik († 16. září 2016)
- 14. března – Frank Borman, americký astronaut († 7. listopadu 2023)
- 16. března
  - Christa Ludwig, německá operní a koncertní pěvkyně, mezzosopranistka († 24. dubna 2021)
  - Slavko Mihalić, chorvatský básník († 5. února 2007)
- 18. března – Lennart Carleson, švédský matematik
- 19. března
  - Hans Küng, švýcarský teolog († 6. dubna 2021)
  - Josef Zumr, filozof, historik, literární vědec a překladatel
- 20. března – Jerome Biffle, americký olympijský vítěz ve skoku do dálky († 4. září 2002)
- 22. března – Eric Donald Hirsch, americký literární teoretik
- 25. března
  - Jim Lovell, americký vojenský pilot a astronaut českého původu († 7. srpna 2025)
  - Roald Aas, norský rychlobruslař a cyklista, olympijský vítěz († 18. února 2012)
- 27. března – Radomir Konstantinović, srbský spisovatel († 27. října 2011)
- 28. března
  - Zbigniew Brzezinski, polsko-americký politolog († 28. května 2017)
  - Alexander Grothendieck, německý matematik († 13. listopadu 2014)
- 30. března – Tom Sharpe, britský spisovatel († 6. června 2013)
- 31. března – Gordie Howe, kanadský hokejista († 10. června 2016)
- 2. dubna
  - Serge Gainsbourg, francouzský skladatel, zpěvák, herec a režisér († 2. března 1991)
  - Theodore William Richards, americký chemik, nositel Nobelovy ceny († 31. ledna 1868)
- 3. dubna – Eli Ilan, izraelský sochař († 4. ledna 1982)
- 4. dubna – Maya Angelou, americká spisovatelka († 28. května 2014)
- 6. dubna – James Dewey Watson, americký biolog, genetik a zoolog, nositel Nobelovy ceny
- 7. dubna
  - Alan Pakula, americký filmový scenárista, režisér a producent († 19. listopadu 1998)
  - James Garner, americký herec († 19. července 2014)
- 9. dubna – Monty Sunshine, anglický klarinetista († 30. listopadu 2010)
- 10. dubna – Fraser MacPherson, kanadský jazzový saxofonista († 27. září 1993)
- 13. dubna – Teddy Charles, americký jazzový vibrafonista, klavírista a skladatel († 16. dubna 2012)
- 15. dubna – Alexandre Ganoczy, maďarský katolický teolog a dogmatik
- 17. dubna – Phanxicô Xaviê Nguyễn Văn Thuận, vietnamský kněz a kardinál († 16. září 2002)
- 18. dubna
  - Howard Saul Becker, americký sociolog († 16. srpna 2023)
  - Ken Colyer, britský jazzový trumpetista († 8. března 1988)
  - Karl Josef Becker, německý římskokatolický kněz, kardinál († 10. února 2015)
- 19. dubna
  - William Klein, americký fotograf, režisér a scenárista († 10. září 2022)
  - Alexis Korner, britský bluesový hudebník († 1. ledna 1984)
- 23. dubna – Shirley Temple-Blacková, americká herečka a politička († 10. února 2014)
- 24. dubna – Johnny Griffin, americký jazzový saxofonista († 25. července 2008)
- 25. dubna – Cy Twombly, americký malíř († 5. července 2011)
- 28. dubna
  - Yves Klein, francouzský umělec († 6. června 1962)
  - Eugene Merle Shoemaker, americký astronom a geolog († 18. července 1997)
- 29. dubna – Antônio Eliseu Zuqueto, brazilský římskokatolický duchovní, biskup († 23. srpna 2016)
- 30. dubna – Georg Gerster, švýcarský novinář a průkopník letecké fotografie († 8. února 2019)
- 2. května – Džigme Dordže Wangčhug, bhútánský dračí král († 21. července 1972)
- 3. května
  - Jacques-Louis Lions, francouzský matematik († 17. května 2001)
  - Julien Guiomar, francouzský herec († 22. listopadu 2010)
- 4. května
  - Husní Mubárak, egyptský prezident († 25. února 2020)
  - Maynard Ferguson, kanadský jazzový trumpetista († 23. srpna 2006)
  - Armand Maloumian, francouzský spisovatel († 24. června 2007)
- 6. května – Moses Laufer, britský psychoanalytik († 21. července 2006)
- 9. května
  - Barbara Ann Scottová, kanadská krasobruslařka, olympijská vítězka († 30. září 2012)
  - Harry Rasky, kanadský filmový režisér, scenárista a spisovatel († 9. dubna 2007)
- 10. května – Arnold Rüütel, estonský prezident
- 11. května – Arthur Foulkes, generální guvernér Baham
- 12. května – Burt Bacharach, americký hudební skladatel († 8. února 2023)
- 13. května – Édouard Molinaro, francouzský filmový režisér, scenárista a herec († 7. prosince 2013)
- 15. května
  - Joe Gordon, americký jazzový trumpetista († 4. listopadu 1963)
  - Ian Campbell, chilský ragbista († 11. listopadu 2022)
- 19. května
  - Colin Chapman, britský konstruktér automobilů a zakladatel společnosti Lotus († 16. prosince 1982)
  - Pol Pot, premiér Kambodže, diktátor a masový vrah († 15. dubna 1998)
- 21. května
  - António Ribeiro, portugalský kardinál († 24. března 1998)
  - Igor Kon, ruský sociolog a sexuolog († 27. dubna 2011)
- 23. května – Howard Hibbard, americký historik umění († 29. října 1984)
- 24. května
  - Max Bennett, americký jazzový kontrabasista († 14. září 2018)
  - Adrian Frutiger, švýcarský typograf († 10. září 2015)
- 26. května – Jack Kevorkian, americký lékař, propagátor eutanazie († 3. června 2011)
- 29. května – Freddie Redd, americký jazzový klavírista a skladatel († 17. března 2021)
- 30. května
  - Agnès Varda, francouzská fotografka, filmová režisérka a scenáristka († 29. března 2019)
  - Gustav Leonhardt, nizozemský varhaník, cembalista a dirigent († 16. ledna 2012)
- 1. června – Georgij Dobrovolskij, ruský kosmonaut († 29. června 1971)
- 3. června – Donald Judd, americký minimalistický sochař a malíř († 12. února 1994)
- 5. června – Tony Richardson, anglický filmový a divadelní režisér († 14. listopadu 1991)
- 6. června
  - Elio Sgreccia, italský kardinál († 5. června 2019)
  - Marián Gallo, slovenský herec († 19. ledna 2001)
- 7. června – Avraham Šalom, ředitel izraelské vnitřní zpravodajské služby Šin bet († 19. června 2014)
- 10. června
  - Donald Brittain, kanadský filmový režisér († 21. července 1989)
  - Maurice Sendak, americký spisovatel a ilustrátor († 8. května 2012)
- 11. června – Fabiola Belgická, belgická královna († 5. prosince 2014)
- 12. června – Vic Damone, americký zpěvák († 11. února 2018)
- 13. června
  - Giacomo Biffi, italský kněz, kardinál († 11. července 2015)
  - John Forbes Nash, americký matematik (* 23. května 2015)
- 14. června
  - José F. Bonaparte, argentinský paleontolog († 18. února 2020)
  - Che Guevara, marxistický revolucionář († 9. října 1967)
- 17. června – Petr Seiiči Širajanagi, japonský arcibiskup Tokia, kardinál († 30. prosince 2009)
- 20. června
  - Martin Landau, americký televizní a filmový herec († 15. července 2017)
  - Jean-Marie Le Pen, francouzský nacionalistický politik
  - Eric Dolphy, americký jazzový saxofonista, flétnista a basklarinetista († 29. června 1964)
- 21. června – Wolfgang Haken, německý matematik († 2. října 2022)
- 22. června – Ralph Waite, americký herec a režisér († 13. února 2014)
- 24. června
  - Ivan Štraus, jihoslovanský architekt († 24. srpna 2018)
  - Pavel Antl, český fotbalista, útočník
  - Branko Horvat, chorvatský ekonom, profesor a politik († 18. prosince 2003)
  - Oleg Malevič, ruský básník a překladatel († 13. června 2013)
- 25. června
  - Alexej Alexejevič Abrikosov, ruský fyzik, nositel Nobelovy ceny († 29. března 2017)
  - Peyo, (Pierre Culliford) belgický kreslíř komiksů († 24. prosince 1992)
- 2. července – Lech Emfazy Stefański, polský spisovatel, novinář, překladatel († 21. prosince 2010)
- 3. července – Georges-Jean Arnaud, francouzský spisovatel († 26. dubna 2020)
- 4. července
  - Giampiero Boniperti, italský fotbalista, fotbalový funkcionář a politik († 18. června 2021)
  - Manfred Kochen, americký informatik rakouského původu († 7. ledna 1989)
  - Jürgen Moser, německý matematik († 17. prosince 1999)
- 5. července
  - Juris Hartmanis, lotyšský informatik († 29. července 2022)
  - Pierre Mauroy, 156. předseda vlády Francie († 7. června 2013)
  - Vladimir Toporov, ruský filolog († 5. prosince 2005)
- 12. července
  - Elias James Corey, americký chemik, nositel Nobelovy ceny
  - Šimako Murai, japonská dramatička a překladatelka († 9. května 2018)
  - Hayden White, americký historik a literární teoretik († 5. března 2018)
- 13. července
  - Valentin Pikul, sovětský spisovatel († 17. července 1990)
  - Tommaso Buscetta, sicilský mafián († 2. dubna 2000)
- 14. července – Anka Kolesárová, slovenská mučednice čistoty († 22. listopadu 1944)
- 15. července
  - Pal Benko, maďarský šachový velmistr († 26. srpna 2019)
  - Carl Woese, americký mikrobiolog († 30. prosince 2012)
- 16. července – Robert Sheckley, americký spisovatel († 9. prosince 2005)
- 17. července – Joe Morello, americký jazzový bubeník († 12. března 2011)
- 21. července – John B. Keane, irský spisovatel († 30. května 2002)
- 23. července
  - Bill Lee, americký kontrabasista, baskytarista a skladatel († 24. května 2023)
  - Vera Rubin, americká astronomka († 25. prosince 2016)
  - Cyrus Young, americký olympijský vítěz v hodu oštěpem († 6. prosince 2017)
- 25. července – Hubert Selby, americký spisovatel († 26. dubna 2004)
- 26. července
  - Hans Haselböck, rakouský varhaník a skladatel († 20. října 2021)
  - Elliott Erwitt, americký fotograf  († 29. listopadu 2023)
  - Stanley Kubrick, americký režisér († 7. března 1999)
  - Francesco Cossiga, italský prezident († 17. srpna 2010)
- 27. července – Joseph Kittinger, první člověk, který skákal z okraje vesmíru († 9. prosince 2022)
- 30. července – Binjamin Telem, velitel Izraelského vojenského námořnictva († 16. června 2008)
- 3. srpna – Cécile Aubryová, francouzská filmová herečka, spisovatelka a televizní scenáristka († 19. července 2010)
- 4. srpna – Gerard Damiano, americký režisér († 25. října 2008)
- 6. srpna – Andy Warhol, americký malíř, grafik, filmový tvůrce († 22. února 1987)
- 7. srpna
  - James Randi, kanadský kouzelník, iluzionista, spisovatel, skeptik († 20. října 2020)
  - Herb Reed, americký zpěvák († 4. června 2012)
- 11. srpna – Wilhelm Alzinger, rakouský archeolog († 2. ledna 1998)
- 15. srpna – Carl Joachim Classen, německý klasický filolog († 29. září 2013)
- 16. srpna – Ann Blythová, americká herečka a zpěvačka
- 21. srpna
  - Art Farmer, americký jazzový trumpetista a skladatel († 4. října 1999)
  - Chris Brasher, britský olympijský vítěz v běhu na 3000 metrů překážek († 28. února 2003)
- 22. srpna – Karlheinz Stockhausen, německý hudební skladatel († 5. prosince 2007)
- 25. srpna – Herbert Kroemer, německý fyzik, nositel Nobelovy ceny
- 26. srpna – Peter Appleyard, kanadský jazzový vibrafonista a skladatel († 17. července 2013)
- 27. srpna
  - Péter Boross, maďarský premiér
  - Osamu Šimomura, japonský chemik, nositel Nobelovy ceny († 19. října 2018)
  - Ján Zachara, slovenský boxer, olympijský vítěz
  - Othmar Schneider, rakouský lyžař, olympijský vítěz ve slalomu († 25. prosince 2012)
- 28. srpna – Kenny Drew, americký jazzový pianista († 4. srpna 1993)
- 31. srpna
  - James Coburn, americký herec († 18. listopadu 2002)
  - Jaime Sin, filipínský kardinál a manilský arcibiskup († 21. června 2005)
- 2. září – Horace Silver, americký jazzový pianista a skladatel († 18. června 2014)
- 3. září
  - Ion Druce, moldavský spisovatel († 28. září 2023)
  - Danuta Siedzikówna, polská zdravotní sestra, popravená komunisty († 28. srpna 1946)
  - Gaston Thorn, lucemburský předseda Valného shromáždění OSN a Evropské komise († 26. srpna 2007)
- 6. září
  - Paul Chemetov, francouzský architekt
  - Fumihiko Maki, japonský architekt († 6. června 2024)
  - Robert Maynard Pirsig, americký filozof a spisovatel († 24. dubna 2017)
  - Sid Watkins, britský neurochirurg († 12. září 2012)
- 9. září – Sol LeWitt, americký minimalistický malíř, sochař a kreslíř († 8. dubna 2007)
- 12. září – Robert Irwin, americký výtvarník († 25. října 2023)
- 13. září – Wilhelm Störmer, německý historik († 18. února 2015)
- 14. září
  - Ján Kramár, slovenský herec († 28. listopadu 2020)
  - Humberto Maturana, chilský molekulární biolog († 6. května 2021)
  - Alberto Korda, kubánský fotograf († 25. května 2001)
  - Günther Landgraf, německý fyzik († 12. ledna 2006)
- 15. září
  - Cannonball Adderley, americký jazzový saxofonista († 8. srpna 1975)
  - Jozef Kuchár, slovenský herec a operní pěvec († 23. ledna 2009)
- 17. září
  - Gil Aldema, izraelský hudební skladatel a dirigent († 27. září 2014)
  - William Smith, americký zápasník, zlato na OH 1952 († 20. března 2018)
- 19. září – Adam West, americký herec († 9. června 2017)
- 23. září – Frank Foster, americký jazzový saxofonista a skladatel († 26. července 2011)
- 28. září – Koko Taylor, americká bluesová zpěvačka († 3. června 2009)
- 30. září – Elie Wiesel, americký spisovatel, filozof, humanista, nositel Nobelovy ceny († 2. července 2016)
- 2. října – Geert Hofstede, holandský sociolog († 12. února 2020)
- 3. října – Kåre Willoch, norský premiér († 6. prosince 2021)
- 4. října – Milorad Ekmečić, srbský historik († 29. srpna 2015)
- 8. října
  - Alvin Toffler, americký spisovatel, novinář, sociolog a futurolog († 27. července 2016)
  - Didi, brazilský fotbalista († 12. května 2001)
- 10. října – Junior Mance, americký jazzový klavírista a skladatel († 17. ledna 2021)
- 12. října – Dživan Gasparjan, arménský skladatel a hudebník hrající na duduk († 6. července 2021)
- 19. října – Borisav Jović, jugoslávský komunistický politik († 13. září 2021)
- 20. října
  - Ču Žung-ťi, premiér Čínské lidové republiky
  - Josef Krawina, rakouský architekt († 2. prosince 2018)
- 22. října – Clare Fischer, americký hudebník a hudební skladatel († 26. ledna 2012)
- 24. října – Gabriel Laub, polský esejista a aforista († 3. února 1998)
- 25. října
  - Paulo Mendes da Rocha, brazilský architekt († 23. května 2021)
  - Peter Naur, dánský informatik († 3. ledna 2016)
- 26. října – Aureliu Busuioc, moldavský spisovatel († 9. října 2012)
- 30. října – Fatimeh Pahlaví, íránská princezna († 2. června 1987)
- 2. listopadu
  - Paul Johnson, britský historik a novinář († 12. ledna 2023)
  - Vladimir Beara, jugoslávský fotbalový brankář († 11. srpna 2014)
  - Herb Geller, americký jazzový saxofonista († 19. prosince 2013)
- 3. listopadu
  - Milan Mišík, slovenský geolog († 7. května 2011)
  - Osamu Tezuka, japonský umělec († 9. února 1989)
- 9. listopadu – Lojze Kovačič, slovinský spisovatel († 1. května 2004)
- 10. listopadu – Ennio Morricone, italský hudební skladatel a dirigent († 6. července 2020)
- 11. listopadu
  - Ernestine Anderson, americká jazzová a bluesová zpěvačka († 10. března 2016)
  - Carlos Fuentes, mexický spisovatel († 15. května 2012)
  - Anatolij Alexejevič Bezuglov, ruský právník, redaktor a spisovatel († 11. ledna 2022)
- 13. listopadu
  - Ernie Farrow, americký jazzový kontrabasista († 14. července 1969)
  - Hampton Hawes, americký jazzový klavírista († 22. května 1977)
- 17. listopadu – Arman, francouzsko-americký výtvarný umělec († 22. října 2005)
- 18. listopadu – Sheila Jordan, americká jazzová zpěvačka
- 21. listopadu – Wim Crouwel, nizozemský grafický designér a typograf († 19. září 2019)
- 27. listopadu
  - Kurt Abels, německý germanista († 4. září 2014)
  - Josh Kirby, britský ilustrátor († 23. října 2001)
- 30. listopadu – Peter Hans Kolvenbach, generální představený Tovaryšstva Ježíšova († 26. listopadu 2016)
- 6. prosince – Frankie Dunlop, americký jazzový bubeník († 7. července 2014)
- 7. prosince
  - Daniel Adzei Bekoe, ghanský chemik a politik († 5. září 2020)
  - Noam Chomsky, americký levicový filozof
  - Jimmy Smith, americký hráč na Hammondovy varhany († 8. února 2005)
  - Ulric Neisser, americký psycholog († 17. února 2012)
- 10. prosince – Milan Rúfus, slovenský básník a literární historik († 11. ledna 2009)
- 12. prosince
  - Helen Frankenthaler, americká malířka († 27. prosince 2011)
  - Čingiz Ajtmatov, kyrgyzský spisovatel († 10. června 2008)
- 14. prosince – Anežka Kristýna Rakouská, arcivévodkyně rakouská, uherská a česká († 17. dubna 2007)
- 15. prosince – Friedensreich Hundertwasser, rakouský architekt, grafik a malíř († 19. února 2000)
- 16. prosince – Philip K. Dick, americký spisovatel († 2. března 1982)
- 17. prosince – Johan Fjord Jensen, dánský literární historik († 21. prosince 2005)
- 18. prosince – Ira Gitler, americký novinář a hudební kritik († 23. února 2019)
- 24. prosince – Manfred Rommel, německý politik († 7. listopadu 2013)
- 30. prosince
  - Janez Zemljarič, slovinský politik († 30. prosince 2022)
  - Bo Diddley, americký rock’n’rollový zpěvák († 2. června 2008)
- 31. prosince – Veijo Meri, finský spisovatel († 21. června 2015)

## Úmrtí

### Česko
- 3. ledna
  - Quido Kocian, sochař (* 7. března 1874)

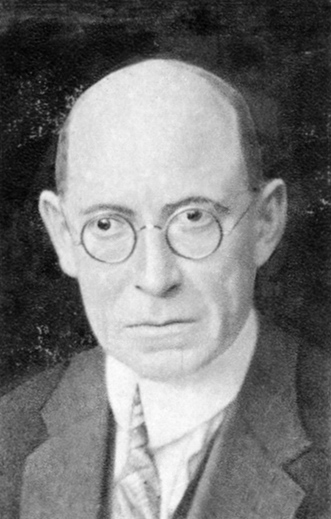
Rudolf Těsnohlídek († 12. ledna)

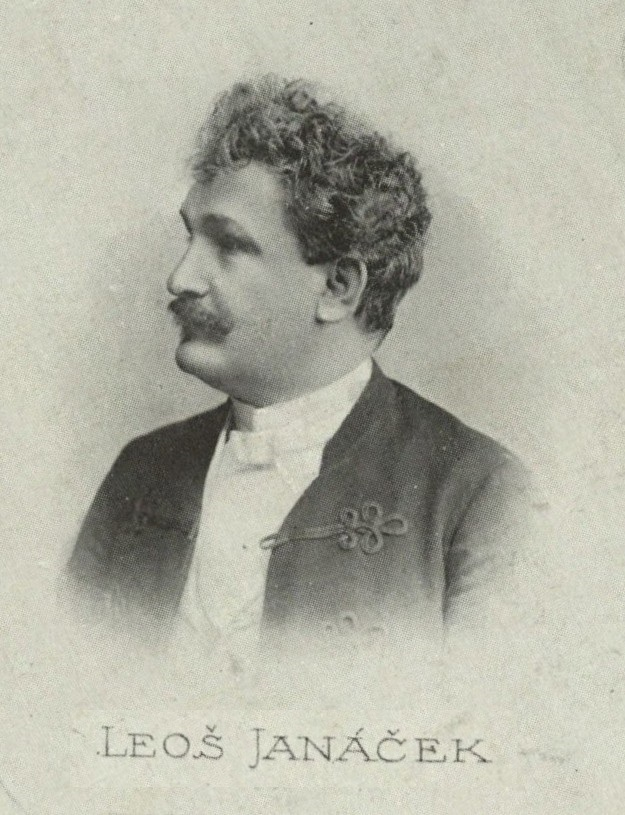
Leoš Janáček († 12. srpna)

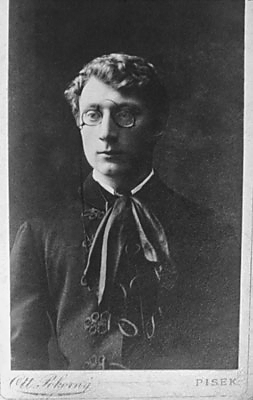
Antonín Sova († 16. srpna)

  - Franz Budig, československý politik německé národnosti (* 25. března 1870)
- 7. ledna – Marie Gebauerová, spisovatelka (* 8. prosince 1869)
- 8. ledna – Leopold Hilsner, domnělý vrah Anežky Hrůzové (* 10. srpna 1876)
- 12. ledna – Rudolf Těsnohlídek, spisovatel (* 7. června 1882)
- 13. ledna – Antonín Vřešťál, rektor Karlovy univerzity (* 23. října 1849)
- 20. ledna – Jarmila Horáková, herečka (* 7. března 1904)
- 5. února – Adolf Jasník, básník (* 15. února 1888)
- 6. února
  - Josef Holý, československý politik (* 7. února 1874)
  - Ondřej Kadlec, houslista, dirigent a hudební skladatel (* 18. února 1859)
- 16. února
  - Eduard August Schröder, právník a sociolog (* 25. května 1852)
  - Ondřej Červíček, herec a principál (* 14. června 1844)
- 20. února – Antonín Pech, režisér, průkopník české kinematografie (* 21. listopadu 1874)
- 29. února
  - Karel Noll, herec (* 4. listopadu 1880)
  - Čeněk Kalandra, spisovatel, dramatik a překladatel (* 2. ledna 1848)
- 17. března – Bohumír Roubalík, malíř (* 25. listopadu 1845)
- 22. března – Jan Nepomuk Langhans, portrétní fotograf (* 9. července 1851)
- 25. března – Jozef Chládek, hudební skladatel (* 12. března 1856)
- 26. března – Vendelín Budil, herec, režisér, divadelní historik a překladatel (* 19. října 1847)
- 5. dubna – Viktor Oliva, malíř a ilustrátor (* 24. dubna 1861)
- 8. dubna – Josef Douba, malíř a ilustrátor (* 15. května 1866)
- 13. dubna – Ferdinand Karafiát, spisovatel a lékař (* 1. září 1870)
- 19. dubna – Ladislav Klíma, spisovatel a filozof (* 22. srpna 1878)
- 1. května – Ferdinand Hotový, opat kláštera v Nové Říši (* 5. ledna 1853)
- 9. května – Kamil Henner, rektor Univerzity Karlovy (* 2. července 1861)
- 12. června – František Hrnčíř, vlastenecký učitel a spisovatel (* 29. září 1860)
- 2. července – Karel Dědic, československý politik (* 7. srpna 1862)
- 5. července – Emil Navrátil, profesor elektrárenství a rektor ČVUT (* 27. června 1866)
- 13. července – Vratislav Hugo Brunner, typograf, grafik, autor hraček, scénograf a malíř (* 15. října 1886)
- 15. července – Čeněk Junek, automobilový závodník (* 25. května 1894)
- 16. července – Bohumil Mořkovský, československý gymnasta, bronzová medaile na OH 1924 (* 14. prosince 1899)
- 23. července – Bedřich Münzberger, architekt (* 20. října 1846)
- 12. srpna – Leoš Janáček, hudební skladatel (* 3. července 1854)
- 16. srpna – Antonín Sova, básník (* 26. února 1864)
- 24. srpna – Julius Volek-Choráz, učitel, novinář a komunistický politik (* 20. července 1888)
- 9. září – Otakar Materna, stavební podnikatel, architekt a politik (* 13. července 1860)
- 25. září – Augustin Žalud, levicový novinář a spisovatel (* 21. prosince 1872)
- 12. října – Marie Steyskalová, organizátorka ženského sociálního a emancipačního hnutí (* 24. ledna 1862)
- 16. října – Gustav Láska, kontrabasista, hudební skladatel, dirigent, varhaník a malíř (* 23. srpna 1847)
- 1. listopadu – Antonín Vávra, rektor ČVUT (* 6. února 1848)
- 3. listopadu – Ferdinand Heidler, čs. ministr obchodu (* 8. prosince 1881)
- 13. listopadu – František Černín, pedagog a hudební skladatel (* 4. listopadu 1859)
- 20. listopadu – Jozef Cholek, československý politik slovenské národnosti (* 15. září 1873)
- 30. listopadu – Růžena Reichstädterová, československá pedagožka a politička (* 9. září 1872)
- 4. prosince – Karel Kadlec, právník, spoluautor návrhu ústavy českého státu (* 11. ledna 1865)
- 8. prosince – Wenzel Franz Jäger, německočeský malíř, krajinář (* 4. dubna 1861)
- 16. prosince
  - Bohumil Vlček, akademický sochař a řezbář (* 8. listopadu 1862)
  - Maxmilian Pilát, československý politik (* 1. prosince 1861)
- 17. prosince – Josef F. Khun, učitel, spisovatel a překladatel (* 8. března 1869)

### Svět

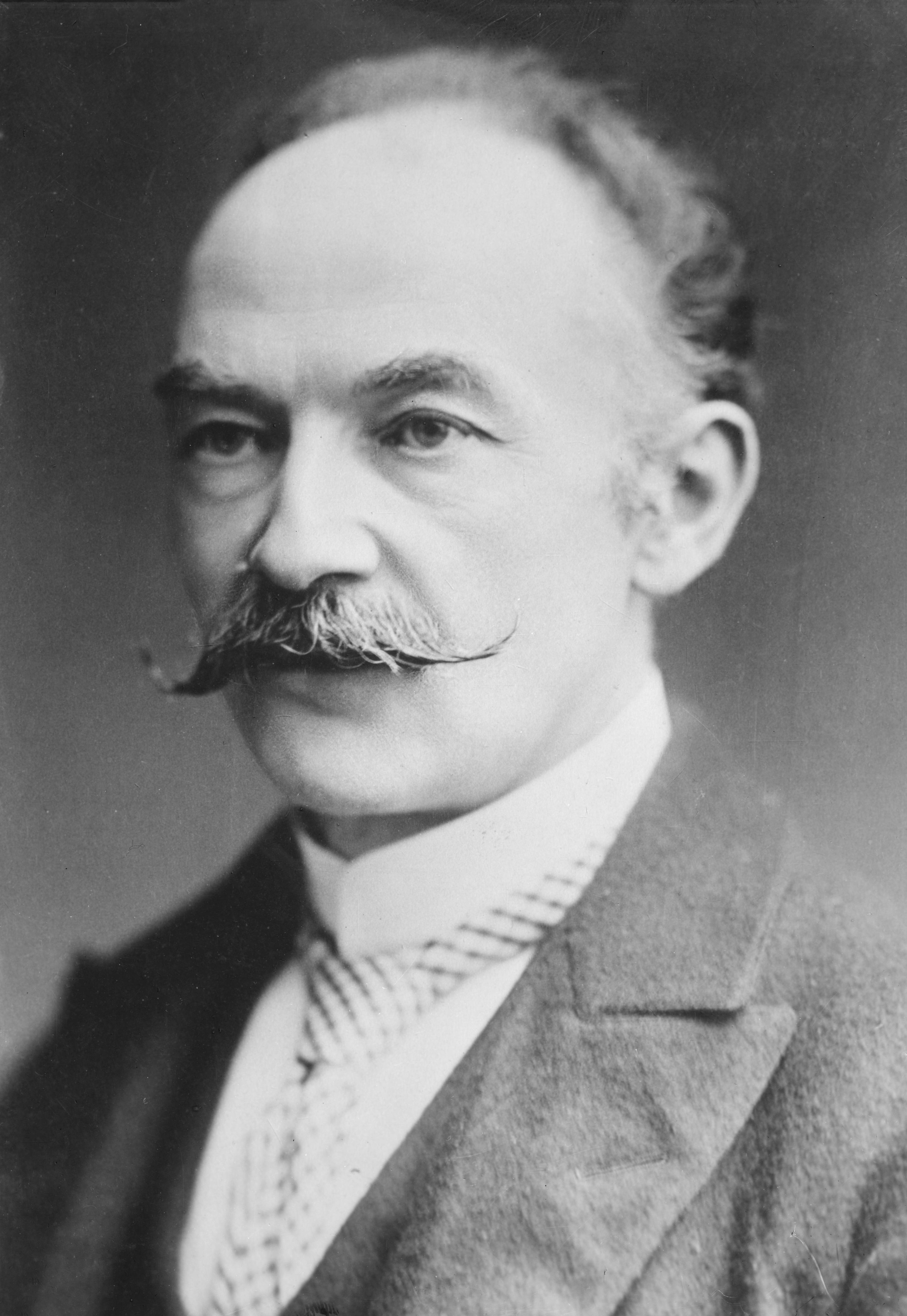
Thomas Hardy († 11. ledna)

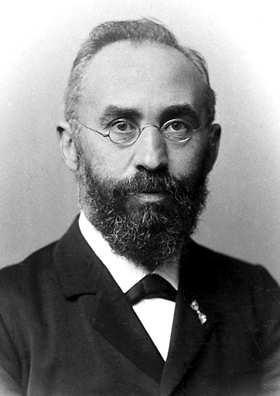
Hendrik Antoon Lorentz († 4. února)

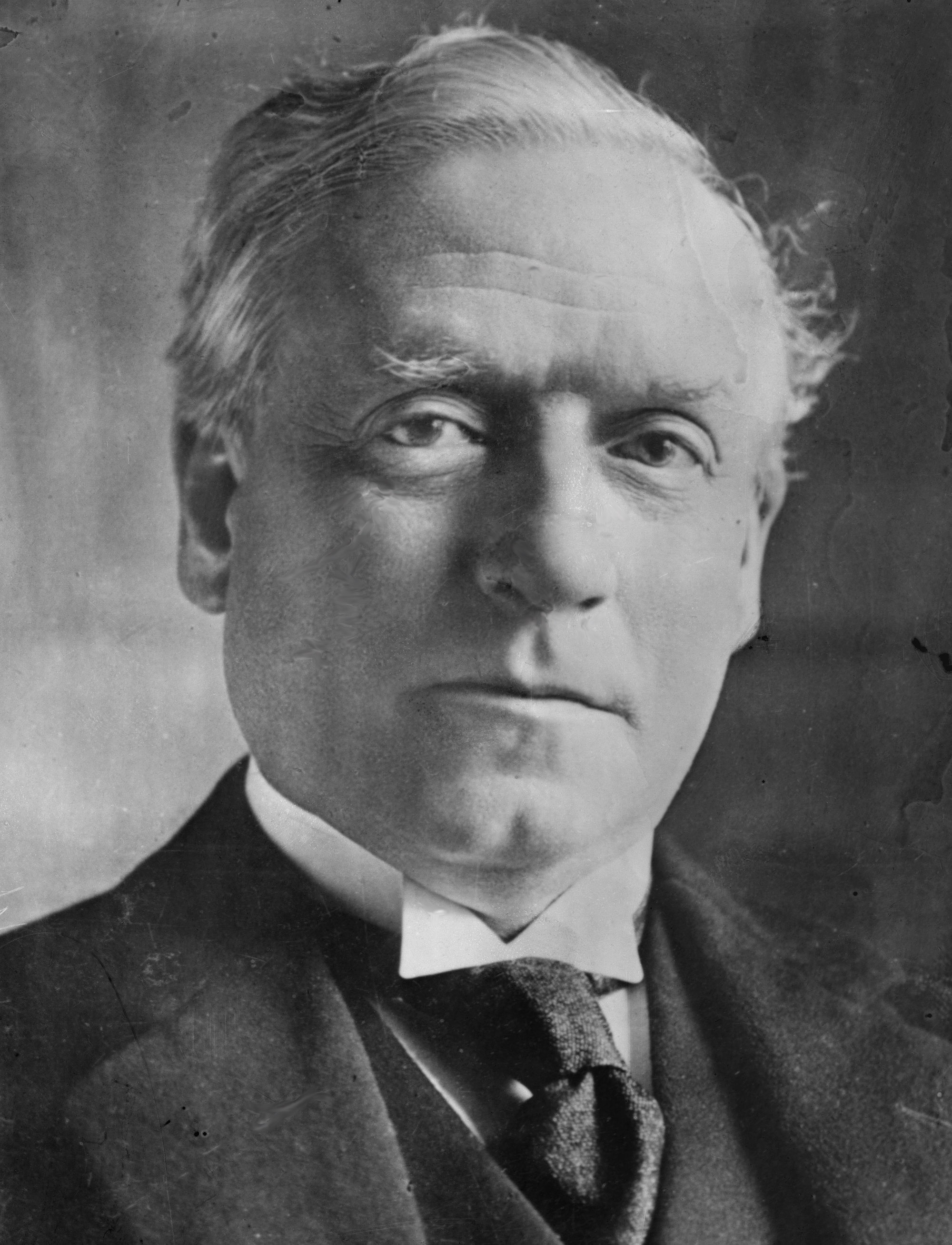
Herbert Henry Asquith († 15. února)

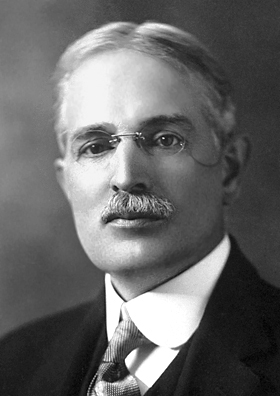
Theodore William Richards († 2. dubna)

- 4. ledna – Samuel Zoch, slovenský kněz, spisovatel a politik (* 18. prosince 1882)
- 6. ledna – Alvin Kraenzlein, americký atlet, čtyřnásobný olympijský vítěz 1900 (* 12. prosince 1876)
- 9. ledna – Sophie Mannerheim, finská zdravotnice (* 21. prosince 1863)
- 11. ledna – Thomas Hardy, anglický spisovatel (* 2. června 1840)
- 16. ledna – Bernard III. Sasko-Meiningenský, poslední vévoda sasko-meiningenský (* 1. dubna 1851)
- 28. ledna – Vicente Blasco Ibáñez, španělský spisovatel (* 29. ledna 1867)
- 4. února – Hendrik Antoon Lorentz, nizozemský fyzik, nositel Nobelovy ceny (* 18. července 1853)
- 10. února – Štefan Dávid, slovenský filolog a pedagog (* 11. července 1838)
- 12. února – Manfred Clary-Aldringen, předlitavský politik a šlechtic (* 30. května 1852)
- 15. února – Herbert Henry Asquith, britský politik, předseda vlády (* 12. září 1852)
- 21. února – Zdzisław Morawski, polský literární historik, státní úředník a politik (* 12. dubna 1855)
- 22. února – Florián Červeň, slovenský geograf a historik (* 3. února 1840)
- 29. února
  - Adolphe Appia, švýcarský architekt, interiérový designér (* 1. září 1862)
  - Armando Diaz, italský generál (* 5. prosince 1861)
- 19. března – Emil Wiechert, německý fyzik a seismolog (* 26. prosince 1861)
- 24. března – Wilhelm Karl von Urach, německý šlechtic (* 3. března 1864)
- 2. dubna – Theodore William Richards, americký fyzik (* 31. ledna 1868)
- 6. dubna – Karl Wilhelm von Dalla Torre, rakouský entomolog (* 14. července 1850)
- 7. dubna – Alexandr Alexandrovič Bogdanov, ruský bolševický filozof, ekonom a spisovatel (* 22. srpna 1873)
- 15. dubna – Ferdinand Gorup svobodný pán z Besánez, rakouský policista (* 1. února 1855)
- 16. dubna – Pavel Axelrod, ruský politik (* 25. srpna 1850)
- 25. dubna – Pjotr Nikolajevič Wrangel, ruský bělogvardějský generál (* 27. srpna 1878)
- 27. dubna
  - Ignác Alpár, uherský architekt (* 17. ledna 1855)
  - Hermann Bäcker, německý spisovatel (* 22. února 1867)
- 6. května – Myrtle Corbin, „Čtyřnohá dívka z Texasu“ (* 12. května 1868)
- 7. května – Alexander Spendiarjan, arménský hudební skladatel a dirigent (* 1. listopadu 1871)
- 23. května – Xena Longenová, česká herečka (* 3. srpna 1891)
- 18. května – Moritz von Auffenberg, ministr války Rakouska-Uherska (* 22. května 1852)
- 19. května – Max Scheler, německý filozof a sociolog (* 22. srpna 1874)
- 21. května – Martin Kukučín, slovenský prozaik, dramatik a publicista (* 17. května 1860)
- 13. června – Wolfgang Graeser, německý matematik a hudební analytik (* 7. září 1906)
- 14. června – Emmeline Pankhurstová, britská politická aktivistka (* 14. července 1858)
- 19. června
  - Nora Bayesová, americká herečka a zpěvačka (* 8. října 1880)
  - Roald Amundsen, norský polární badatel (* 16. červenec 1872)
- 26. června – Albert Thellung, švýcarský botanik (* 12. května 1881)
- 1. července – Frankie Yale, newyorský gangster (* 1893)
- 3. července – Max Julius Coudenhove, rakouský politik a diplomat (* 17. prosince 1865)
- 8. července – August Stauda, rakouský fotograf (* 19. července 1861)
- 15. července – Karl Perron, německý barytonista (* 3. června 1858)
- 17. července – Álvaro Obregón, mexický prezident (* 19. února 1880)
- 20. července
  - Guido von Haerdtl, ministr vnitra Předlitavska (* 23. února 1859)
  - Per Olof Christopher Aurivillius, švédský entomolog (* 15. ledna 1843)
- 28. července – Édouard-Henri Avril, francouzský malíř (* 21. května 1849)
- 8. srpna
  - Stjepan Radić, chorvatský politik (* 11. června 1871)
  - Fridrich II. Bádenský, poslední bádenský velkovévoda (* 9. července 1857)
- 13. srpna – Fernand Charron, francouzský automobilový závodník (* 30. května 1886)
- 14. srpna – Klabund, německý básník, dramatik a překladatel (* 4. listopadu 1890)
- 30. srpna
  - Franz von Stuck, německý malíř, sochař a grafik (* 23. února 1863)
  - Wilhelm Wien, německý fyzik (* 13. ledna 1864)
- 13. září – Italo Svevo, italský spisovatel (* 19. prosince 1861)
- 20. září – Juli Batllevell i Arús, katalánský architekt (* 1864)
- 13. října – Marie Sofie Dánská, ruská carevna (* 26. listopadu 1847)
- 18. října – Tadeusz Rozwadowski, rakouský a polský generál (* 1866)
- 26. října – Ferdinand Schmutzer, rakouský malíř a fotograf (* 21. května 1870)
- 7. listopadu
  - Árpád Tóth, maďarský básník a překladatel (* 14. dubna 1886)
  - Mediha Sultan, osmanská princezna a dcera sultána Abdulmecida I. (* 30. července 1856)
- 8. listopadu – Mauritz Stiller, finskošvédský filmový režisér (* 17. července 1883)
- 12. listopadu – Francis Preserved Leavenworth, americký astronom (* 3. září 1858)
- 15. listopadu – Thomas Chrowder Chamberlin, americký geolog (* 25. září 1843)
- 18. listopadu – Pamela Wyndham, anglická šlechtična a spisovatelka (* 14. ledna 1871)
- 21. listopadu – Jindřich XXIV. z Reussu, poslední kníže rodu Reussů (* 10. listopadu 1858)
- 23. listopadu – Martin Theodor Haase, superintendent rakouské evangelické církve (* 15. července 1847)
- 26. listopadu – Reinhard Scheer, německý admirál (* 30. září 1863)
- 1. prosince – Arthur Gore, britský tenista, dvojnásobný olympijský vítěz (* 2. ledna 1868)
- 10. prosince – Charles Rennie Mackintosh, skotský architekt (* 7. června 1868)
- 17. prosince – Frank Rinehart, americký malíř a fotograf (* 12. února 1861)
- 19. prosince – Wilhelm Wiechowski, československý politik německé národnosti (* 6. května 1873)
- 21. prosince – Luigi Cadorna, italský generál a politik (* 4. září 1850)

## Hlavy států
- Československo – prezident Tomáš Garrigue Masaryk (od 1918)
- Itálie – král Viktor Emanuel III. (od 1900)
- Japonsko – Císař Šówa (od 1926)
- Litva – prezident Antanas Smetona (od 1919)
- Německo – prezident Paul von Hindenburg (od 1925)
- Polsko – prezident Ignacy Mościcki (od 1926)
- Rakousko – prezident Michael Hainisch (do 10. prosince), prezident Wilhelm Miklas (od 10. prosince)
- Sovětský svaz – generální tajemník KSSS Josif Vissarionovič Stalin (od 1922)
- Spojené království – král Jiří V. (od 1910)
- Spojené státy americké – prezident Calvin Coolidge (od 1923)
- Španělsko – král Alfons XIII. (od 1886)